# Liste des listes aux élections européennes de 2019 en France
Pour un article plus général, voir Élections européennes de 2019 en France.
La liste des listes aux élections européennes de 2019 en France fait état de toutes les listes de candidats qui se présentent dans la circonscription française des élections européennes de 2019 et de tous les partis politiques qui les présentent à ce scrutin. Des partis politiques ont envisagé de présenter une liste mais qui y ont renoncé sont également mentionnés.

## Sommaire
Le nombre de liste en 2019 est au nombre de 34 :
1. La France insoumise (La France insoumise et Gauche républicaine et socialiste)
2. Une France royale au cœur de l'Europe (Alliance royale)
3. La Ligne claire (Parti de l'in-nocence et Souveraineté, identité et liberté)
4. Parti pirate
5. Renaissance, soutenue par La République en marche, le MoDem et ses partenaires (LREM, MoDem, Mouvement radical et Agir)
6. Démocratie représentative
7. Ensemble Patriotes et Gilets jaunes : pour la France, sortons de l'Union européenne (Les Patriotes)
8. PACE – Parti des citoyens européens
9. Urgence écologie (Génération écologie, Mouvement écologiste indépendant et Mouvement des progressistes)
10. Liste de la reconquête (Dissidence française)
11. Les Européens (Union des démocrates et indépendants)
12. Envie d'Europe écologique et sociale (Parti socialiste, Place publique, Nouvelle Donne et Parti radical de gauche)
13. Parti fédéraliste européen – Pour une Europe qui protège ses citoyens (Parti fédéraliste européen)
14. Mouvement pour l'initiative citoyenne
15. Le courage de défendre les Français avec Nicolas Dupont-Aignan (Debout la France)
16. Allons enfants
17. Décroissance 2019
18. Lutte ouvrière – contre le grand capital, le camp des travailleurs (Lutte ouvrière)
19. Pour l'Europe des gens, contre l'Europe de l'argent (Parti communiste français)
20. Ensemble pour le Frexit (Union populaire républicaine)
21. Liste citoyenne du Printemps européen avec Benoît Hamon soutenue par Génération·s et DémE-DiEM25
22. À voix égales
23. Prenez le pouvoir, liste soutenue par Marine Le Pen (Rassemblement national)
24. Neutre et actif
25. Parti révolutionnaire Communistes
26. Espéranto – langue commune équitable pour l'Europe (Europe Démocratie Espéranto)
27. Évolution citoyenne
28. Alliance jaune, la révolte par le vote
29. Union de la droite et du centre (Les Républicains et Les Centristes)
30. Europe Écologie (Europe Écologie Les Verts, Régions et peuples solidaires et Alliance écologiste indépendante)
31. Parti animaliste
32. Les oubliés de l'Europe – artisans, commerçants, professions libérales et indépendants – ACPLI
33. Union démocratique pour la liberté, égalité, fraternité (UDLEF)
34. Une Europe au service des peuples (Union des démocrates musulmans français)

## Listes déposées au ministère de l'Intérieur
Les listes sont classées selon l'ordre du tirage du ministère de l'Intérieur. Elles sont au nombre de 34,.

### La France insoumise (La France insoumise et Gauche républicaine et socialiste)
Lors de la convention du mouvement le 25 novembre 2017, Jean-Luc Mélenchon annonce que La France insoumise présentera une liste sous le nom de « L'Europe insoumise ». Il ajoute qu'il considère ces élections comme un « référendum sur la question européenne », affirmant vouloir « briser les chaînes, sortir des traités budgétaires européens ». Ne se positionnant pas comme tête de liste, Jean-Luc Mélenchon entend néanmoins faire de ces élections un duel entre son mouvement et celui d'Emmanuel Macron,.
En avril 2018, le mouvement ouvre les candidatures pour sa liste et prépare son programme. Un manifeste Maintenant le peuple ! Pour une révolution citoyenne en Europe est signé avec Pablo Iglesias Turrión, secrétaire général de Podemos en Espagne, et Catarina Martins coordinatrice du Bloc de gauche au Portugal,. Le Parti de gauche suédois, l'Alliance de gauche finlandaise et l'Alliance rouge-verte danoise s'associent au manifeste en juin 2018.
Le 5 juin 2018, une liste non définitive et non ordonnancée de 70 candidats est publiée. Elle comporte des membres historiques du parti de gauche tels que Gabriel Amard, Manuel Bompard, Corinne Morel-Darleux, ou encore Charlotte Girard, des membres d'autres partis, comme Sergio Coronado (Europe Écologie Les Verts). Le 30 juin, le comité électoral de la France insoumise propose deux listes ordonnancées de 33 hommes et 33 femmes candidats à l'investiture, qui serait complétée ultérieurement par 13 « candidatures d'ouverture ». Parmi elles, « Emmanuel Maurel pourrait figurer en bonne place sur la liste ». La tête de liste sera choisie ultérieurement et les candidatures seront alors ordonnancées en alternant les sexes. À la suite de la publication de ces listes, Liêm Hoang Ngoc, Sarah Soilihi se sont retirés des listes pour en contester la composition. Lilian Guelfi, membre du comité électoral a également dénoncé leurs modalités d'élaboration « verrouillées » selon lui par Manuel Bompard.
Le 12 octobre, la présence d'Emmanuel Maurel sur la liste de La France insoumise est confirmée, à la suite notamment de son départ du PS pour fonder l'Alternative pour un programme républicain, écologiste et socialiste, préfiguration d'un mouvement FI-compatible. En février 2019, l'APRÉS devient la Gauche républicaine et socialiste (GRS).
Le 15 novembre, évoquant une incapacité à lier la campagne et des « contraintes personnelles, familiales et professionnelles », Charlotte Girard annonce renoncer à la co-tête de liste et à toute place éligible. Elle indique cependant souhaiter rester sur la liste.
Le 27 novembre, La France insoumise publie un communiqué altérant la liste : neuf noms en sont retirés pour cause de raisons personnelles, de désaccords politiques ou de sanctions internes. Parmi elles, deux figures de la mouvance souverainiste du parti sont écartées : Georges Kuzmanovic (pour des propos tenus sur les luttes féministes et LGBT, et des accusations de remarques sexistes) et François Cocq (pour divergences politiques),. À la suite de cette décision, Djordje Kuzmanovic annonce le 28 novembre qu'il quitte La France insoumise s'opposant à l'« extrême concentration du pouvoir aux mains d’un petit groupe de nouveaux apparatchiks et bureaucrates, aux convictions mollement sociales-démocrates » et « à la complaisance des segments gauchistes de la FI à l’égard des thèses indigénistes ».
Le 8 décembre, une liste définitive de 79 noms ordonnancés est proposée au vote des militants, avec comme tête de liste Manon Aubry, auparavant porte-parole d'Oxfam France. Quatre places sont accordées à la GRS et une au Mouvement républicain et citoyen.
Le 18 avril 2019, Thomas Guénolé publie un communiqué dans lequel il dénonce le « verrouillage antidémocratique » de La France insoumise. De son côté, le mouvement fait part d'une accusation de harcèlement sexuel le concernant, après avoir été saisi par la victime présumée. Initialement à la quatorzième place sur la liste, il est écarté.

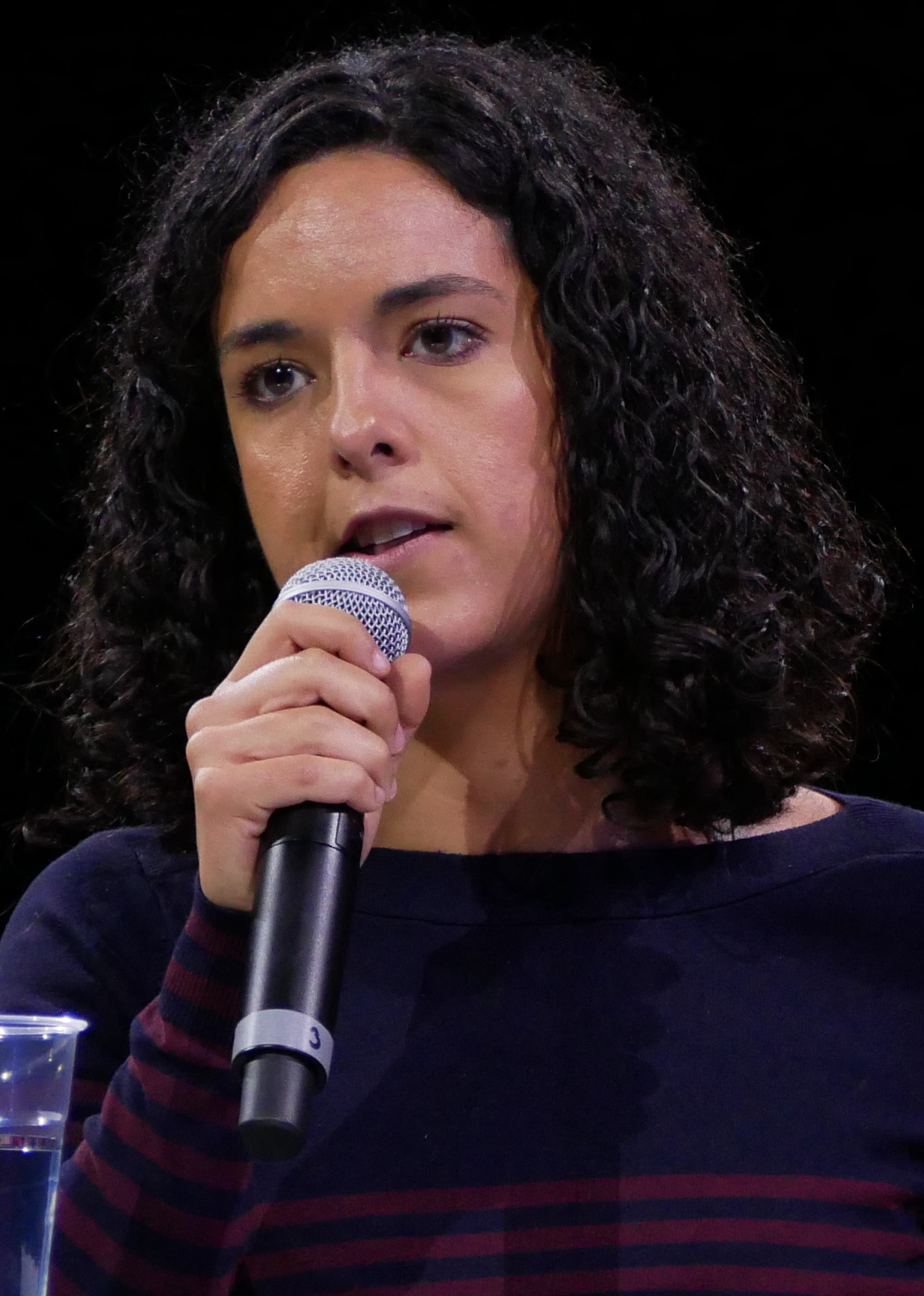
Manon Aubry, tête de liste.
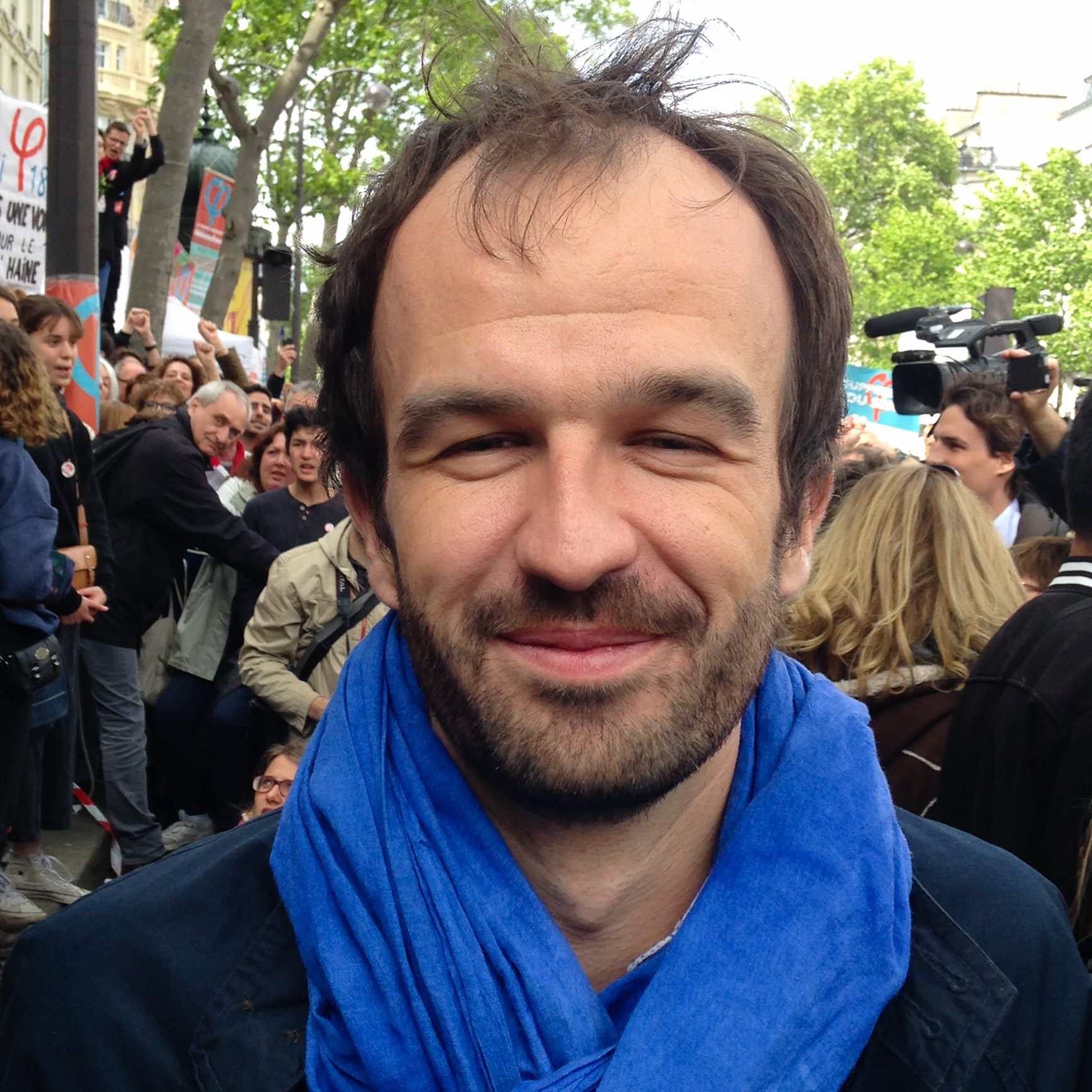
Manuel Bompard, no 2 sur la liste.

### Une France royale au cœur de l'Europe (Alliance royale)
L’Alliance royale (candidate lors des élections européennes de 2004, de 2009 et de 2014) présente une liste conduite par Robert de Prévoisin, le délégué général du parti, qui avait annoncé sa candidature à la présidentielle 2017, sans obtenir les parrainages.

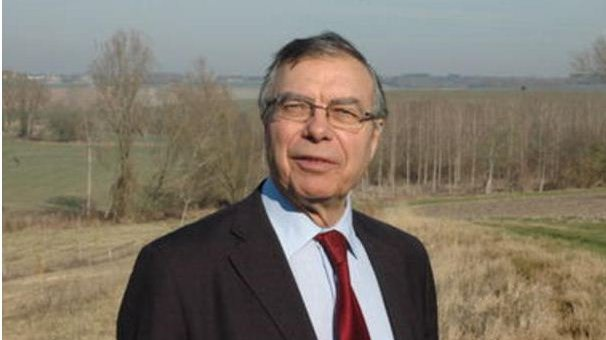
Robert de Prévoisin, tête de liste.

### La Ligne claire (Parti de l'in-nocence et Souveraineté, identité et liberté)
En octobre 2018, Renaud Camus, président du Parti de l'in-nocence, et Karim Ouchikh, président du Souveraineté, identité et libertés (SIEL), annoncent la constitution d'une liste commune. Intitulée « La Ligne claire » et conduite par Renaud Camus, la liste comprend (après l'éviction de Solveig Mineo pour des messages jugés racistes et anti-religieux) en deuxième position Fiorina Lignier, une étudiante ayant perdu un œil à la suite d’un tir des forces de l’ordre lors du mouvement des Gilets jaunes,. La liste entend dénoncer « l’immigration de masse et l’islamisation » et propose la « remigration ».
Le 22 mai 2019, Renaud Camus annonce qu'il « désavoue » sa liste après avoir eu connaissance d'une photographie de Fiorina Lignier traçant une croix gammée dans le sable,. Une autre photo où l'on voit la dix-neuvième candidate, Clara Buhl, effectuer un salut nazi en présence de Lignier est publiée le lendemain par L'Observateur de Beauvais. Malgré les polémiques, le candidat du SIEL Karim Ouchikh entend reprendre la liste, sans « céder un pouce au politiquement correct ».

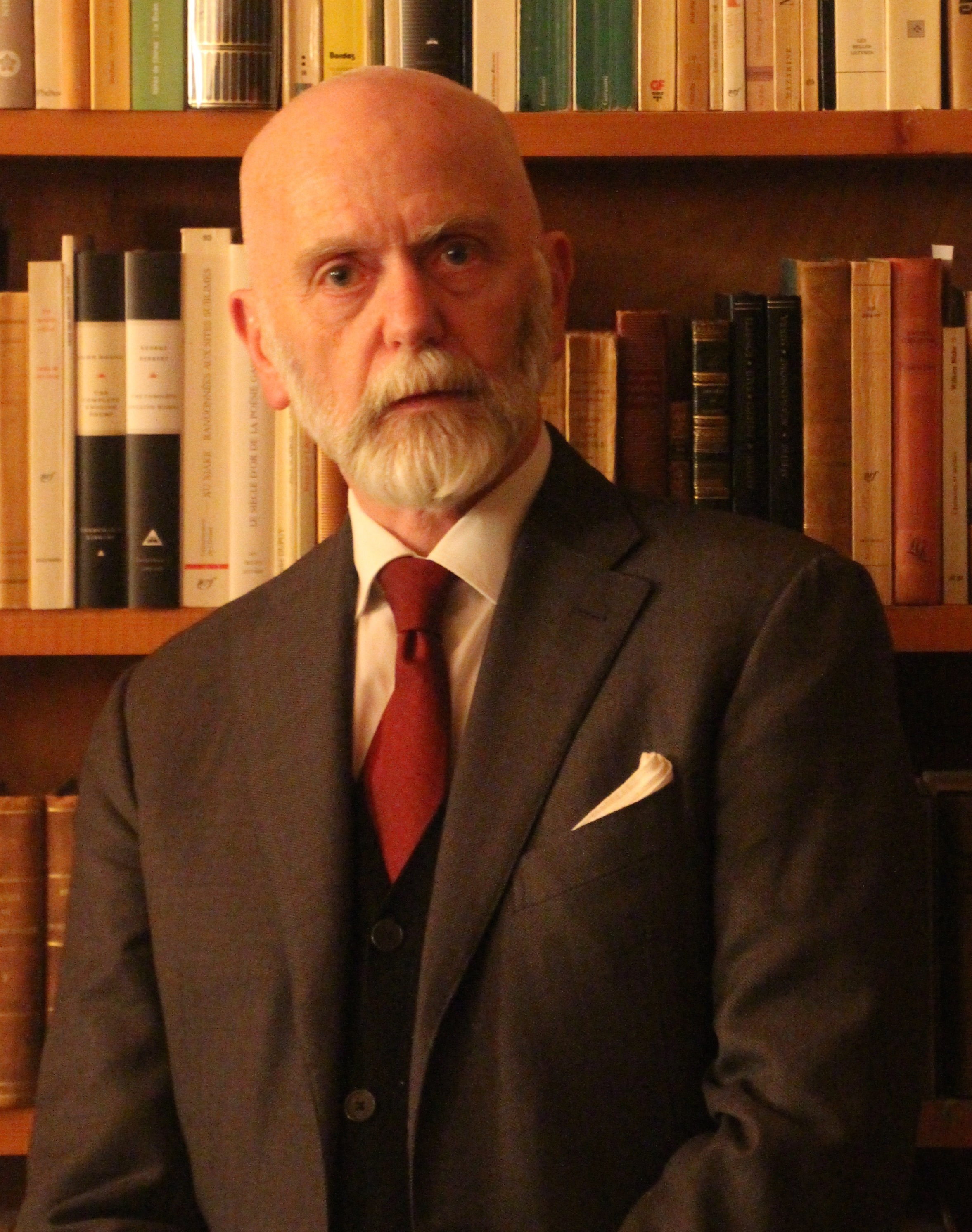
Renaud Camus, tête de liste.
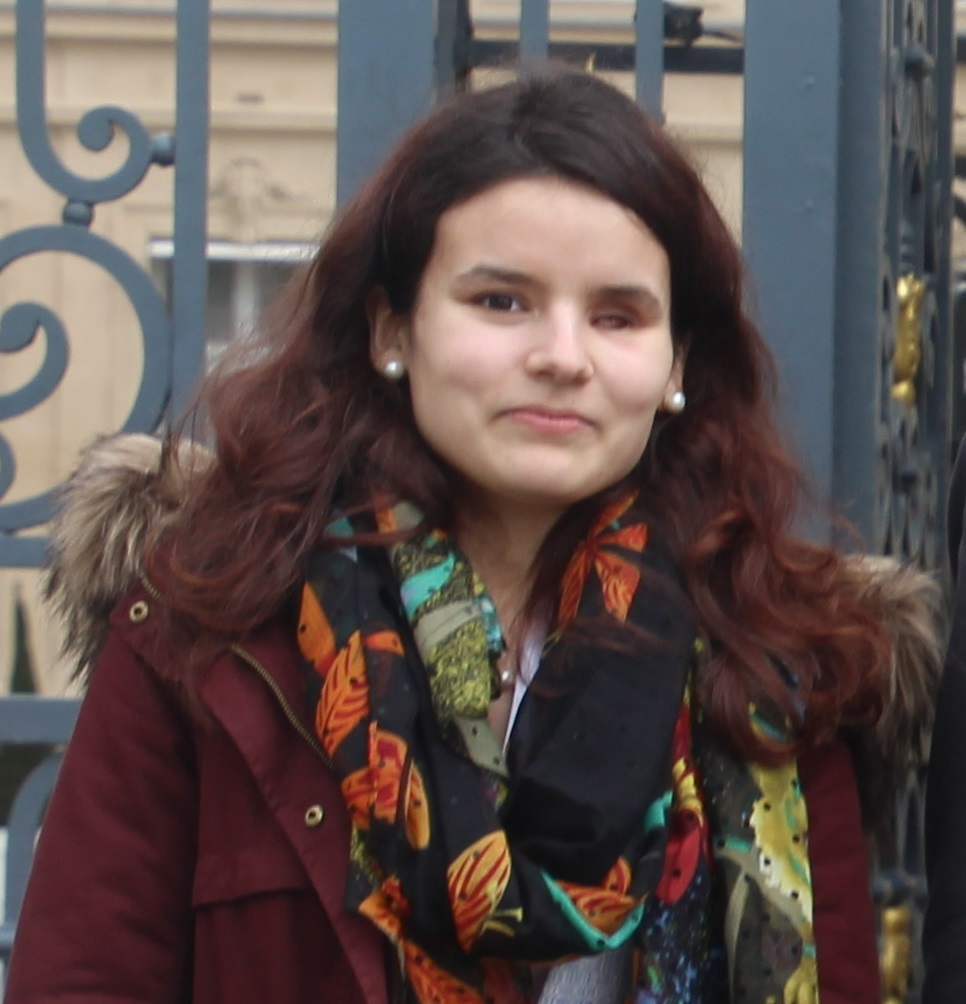
Fiorina Lignier, no 2 sur la liste.

### Parti pirate
Le Parti pirate, dont le programme a été constitué à l'échelle du Parti pirate européen, présente une liste lors des élections européennes et a, à cette occasion, lancé une campagne de recrutement pour la constituer. Florie Marie en est la tête de liste. Le Parti pirate milite principalement pour la défense des droits et des libertés sur Internet, la protection de l'environnement et l'amélioration de la démocratie à l'échelle européenne. Faute de moyens, le mouvement propose aux électeurs d'imprimer leurs bulletins de vote.

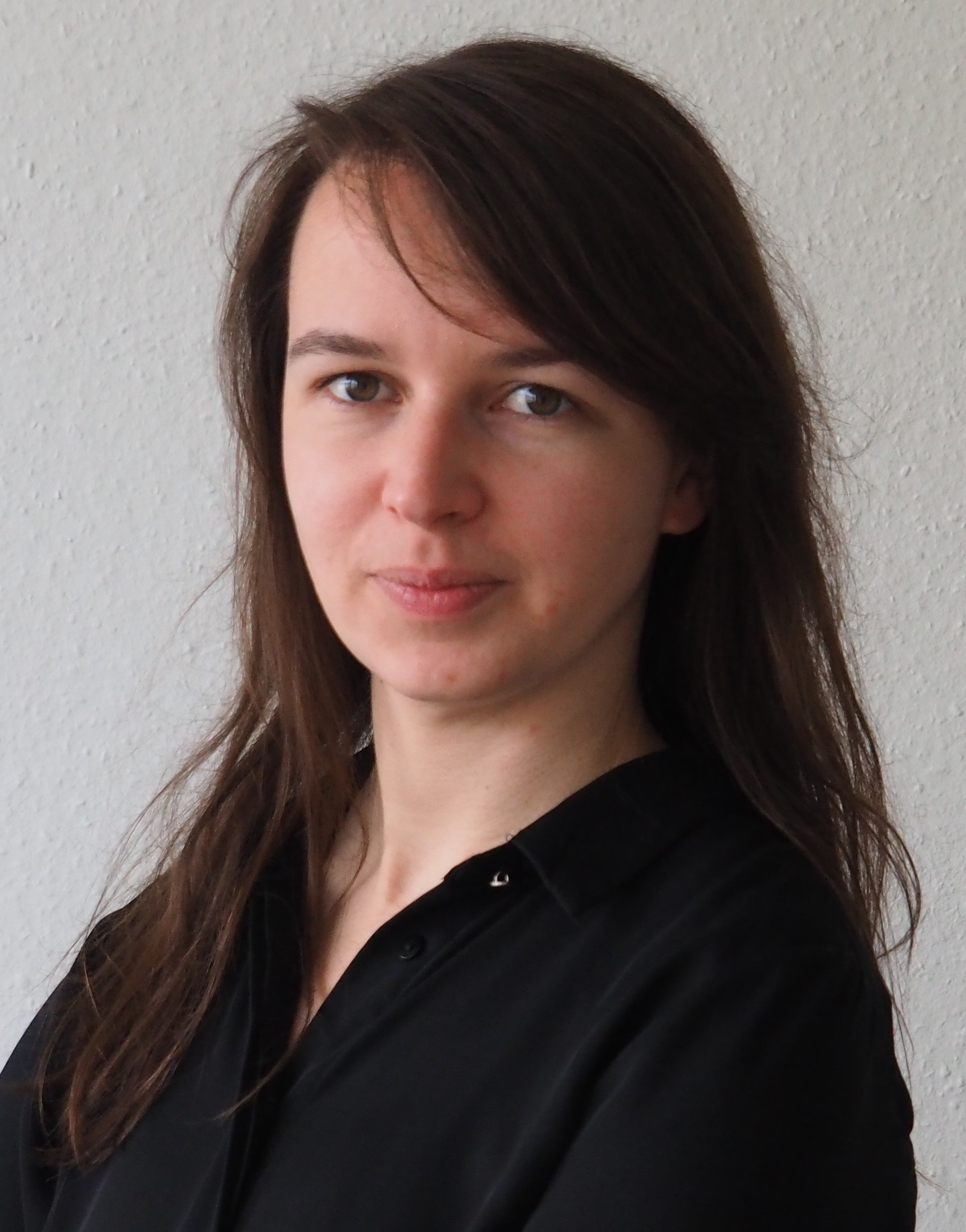
Florie Marie, tête de liste.
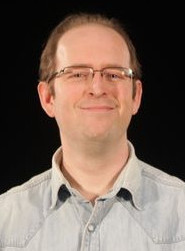
Cédric Levieux, no 2 sur la liste.

### Renaissance, soutenue par La République en marche, le MoDem et ses partenaires (LREM, MoDem, Mouvement radical et Agir)
Le choix de la tête de la liste de La République en marche (LREM) pour les élections européennes de 2019 fait l'objet de spéculations importantes, Alain Juppé évoquant lui-même la possibilité de mener un « grand mouvement central », en réaction notamment à la victoire de Laurent Wauquiez, qu'il accuse d'être ouvert aux idées du Front national et de l'extrême droite, lors de l'élection à la direction des Républicains (LR). D'autres possibles têtes de liste pour ce « grand mouvement central » sont mentionnées, notamment Édouard Philippe, Nicolas Hulot, Nathalie Kosciusko-Morizet, Sylvie Goulard, ou encore Daniel Cohn-Bendit. En revanche, Michel Barnier et Pierre Moscovici écartent cette possibilité. En septembre 2018, Daniel Cohn-Bendit est à nouveau cité comme tête de liste possible pour la liste LREM.
Au congrès du Mouvement démocrate (MoDem), allié de La République en marche, tenu le 17 décembre 2017, le président du parti François Bayrou plaide pour une « maison commune » avec le parti présidentiel pour les élections européennes de 2019, idée également soutenue par Christophe Castaner, alors délégué général de La République en marche. Est également envisagée la possibilité d'une « liste élargie », allant au-delà des deux partis. Un temps envisagé comme tête de liste LREM-MoDem pour ces élections européennes, François Bayrou refuse d’être candidat à ce scrutin, affirmant souhaiter le « renouvellement »,.
En novembre 2018, LREM affirme sa volonté de s'allier avec le parti européen de l'Alliance des libéraux et des démocrates pour l'Europe (ALDE), au congrès duquel elle participe, pour constituer un groupe commun où siégeraient les élus LREM et d'autres formations politiques non-membres de l'ALDE ou du Parti démocrate européen (dont fait partie le MoDem).
Le 22 novembre 2017, il est révélé qu'Alain Juppé rencontre Emmanuel Macron lors d'un déjeuner à l'Élysée. Juppé tente alors de contenir les spéculations en tweetant « Liste commune avec E. Macron aux européennes ? On n'en est pas là ». Dans un entretien au Point, il précise qu'il voulait seulement montrer qu'il était en accord avec les vues du président de la République sur l'Europe, indiquant qu'il n'est pas « en Marche » mais « en mouvement ».
Début mars 2019, LREM n'a toujours pas de liste ou de tête de liste. Le 14 mars, la ministre chargée des Affaires européennes, Nathalie Loiseau, se dit « prête à être candidate » comme tête de liste de la majorité présidentielle. Elle reçoit dès le lendemain le soutien du Premier ministre, Édouard Philippe, et de Gilles Le Gendre, président du groupe LREM à l'Assemblée nationale. Le 25 mars, Nathalie Loiseau officialise sa candidature comme tête de liste et annonce son départ du gouvernement pour mener la campagne. Enfin, le même jour, Olivier Serva, député LREM de la Guadeloupe, appelle à ce qu'un Ultramarin figure en position éligible sur la liste.
Franck Riester, après avoir annoncé le 4 décembre 2017 que son nouveau parti Agir, composé de plusieurs élus « Macron-compatibles » de droite soutenant le gouvernement, présenterait des candidats aux élections européennes de 2019, n'excluant pas une alliance avec l'Union des démocrates et indépendants (UDI) et d'autres partis réformistes pro-européens, déclare en septembre 2018 étudier la constitution d'une liste Agir indépendante. Le quotidien L'Opinion indique finalement en novembre 2018 que la présence d'Agir sur une liste commune avec LREM est actée, ce qui est officialisé le 5 mars 2019. À ce titre, Agir propose quatre noms à La République en marche, à savoir la sénatrice Fabienne Keller, Nicolas Barnier (par ailleurs fils de Michel Barnier, actuel vice-président du PPE et négociateur en vue du retrait du Royaume-Uni de l'Union européenne), Xavier Fournier, élu local et responsable du pôle Europe pour le mouvement, et la députée européenne sortante Élisabeth Morin-Chartier,. Déçue de ne pas avoir obtenu une place en position éligible sur la liste, cette dernière annonce le 26 mars 2019 le retrait de sa candidature.
Le 19 mars 2019, le député européen Pascal Durand (ex-EÉLV) annonce sa volonté de rejoindre la liste LREM pour « éviter qu'une alliance centre-droite et droite radicale ne mène la danse dans le prochain Parlement ». L'avocat Jean Veil, fils de l'ancienne ministre Simone Veil, occupe la 78e place.
Le Mouvement radical annonce le 29 mars 2019 rejoindre officiellement la liste, avec la participation en position éligible du député européen sortant Dominique Riquet.

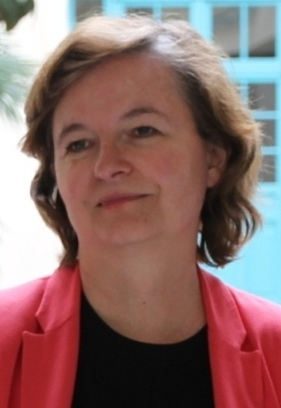
Nathalie Loiseau, tête de liste.
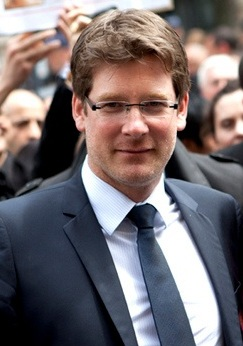
Pascal Canfin, no 2 sur la liste.

### Démocratie représentative
Cette liste est dirigée par Hadama Traoré, suivi par Sonia Airouche et Cosimo Lisi. Démocratie représentative (DR) est un parti d’extrême gauche issu d’un « mouvement citoyen » dénommé « La révolution est en marche » (LREEM), fondé à Aulnay-sous-Bois (Seine-Saint-Denis) par Hadama Traoré.

### Ensemble Patriotes et Gilets jaunes: pour la France, sortons de l'Union européenne (Les Patriotes)
Le parti Les Patriotes compte deux députés européens sortants, Florian Philippot et Mireille d'Ornano, qui siègent dans le groupe Europe de la liberté et de la démocratie directe dont l'ADDE est le pilier.
Le 23 novembre 2017, Florian Philippot, ancien vice-président et « numéro deux » de facto du Front national (FN), annonce que son parti, Les Patriotes, présentera des candidats aux élections européennes de 2019, continuant à se battre pour la sortie de la France de l'Union européenne. Il estime qu'une ouverture existe pour les « patriotes de droite et de gauche ». En janvier 2018, Florian Philippot est le premier à se déclarer candidat tête de liste pour les élections européennes.
En mai 2018, Florian Philippot annonce qu'il a tendu la main à François Asselineau, Jean Lassalle et Henri Guaino en vue d'une alliance aux élections européennes.
Le 22 mars 2019, Jean-François Barnaba annonce la préparation de sa liste de Gilets jaunes, nommée « Jaunes et citoyens » (il s'agit de la cinquième tentative de liste issue du mouvement des Gilets jaunes). Le 30 avril, il est annoncé une alliance avec la liste menée par Florian Philippot. Sur la liste finale on retrouve notamment le militant anti-corruption et ex-conseiller régional Europe Écologie Les Verts Jean-Luc Touly.

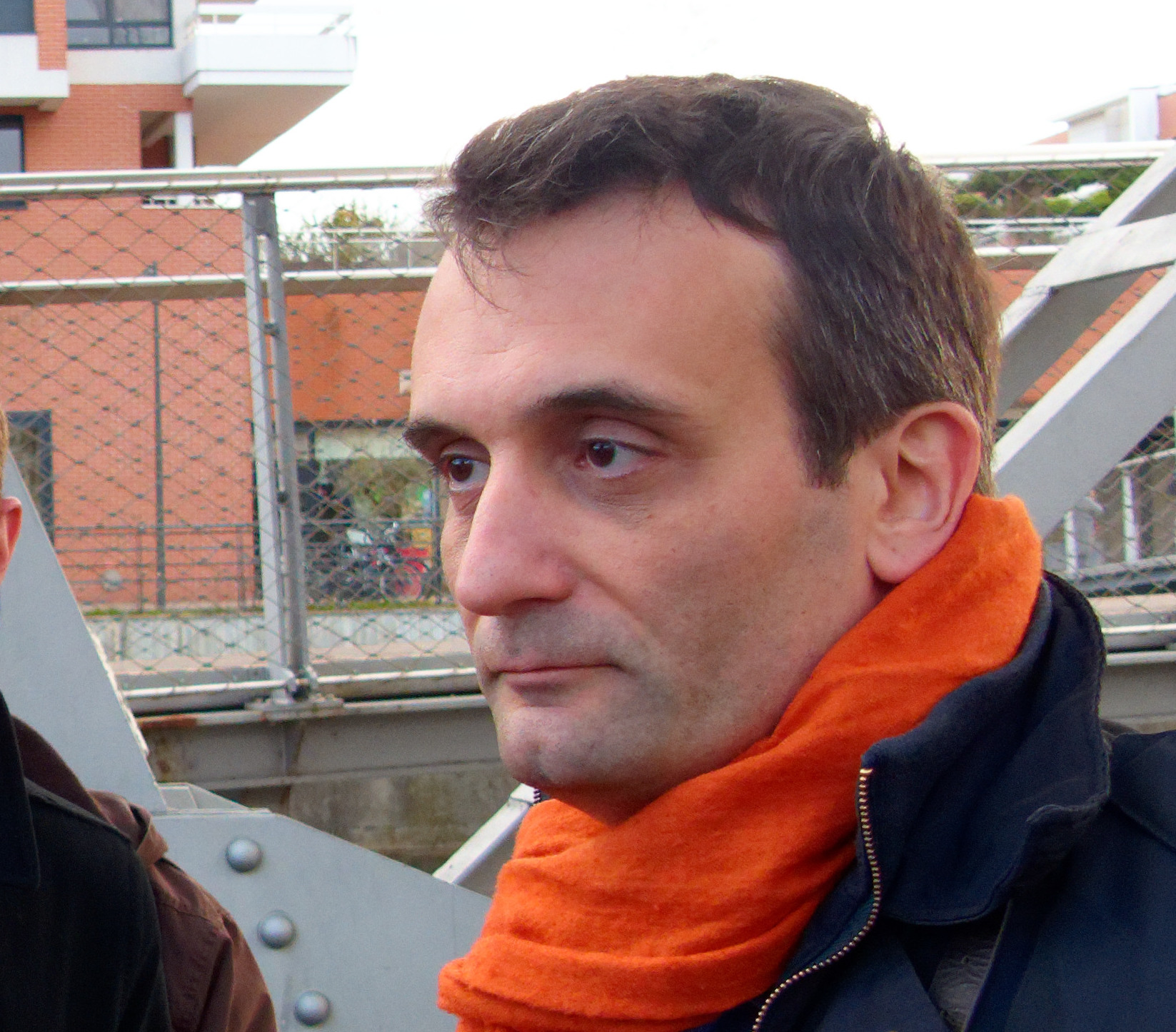
Florian Philippot, tête de liste.
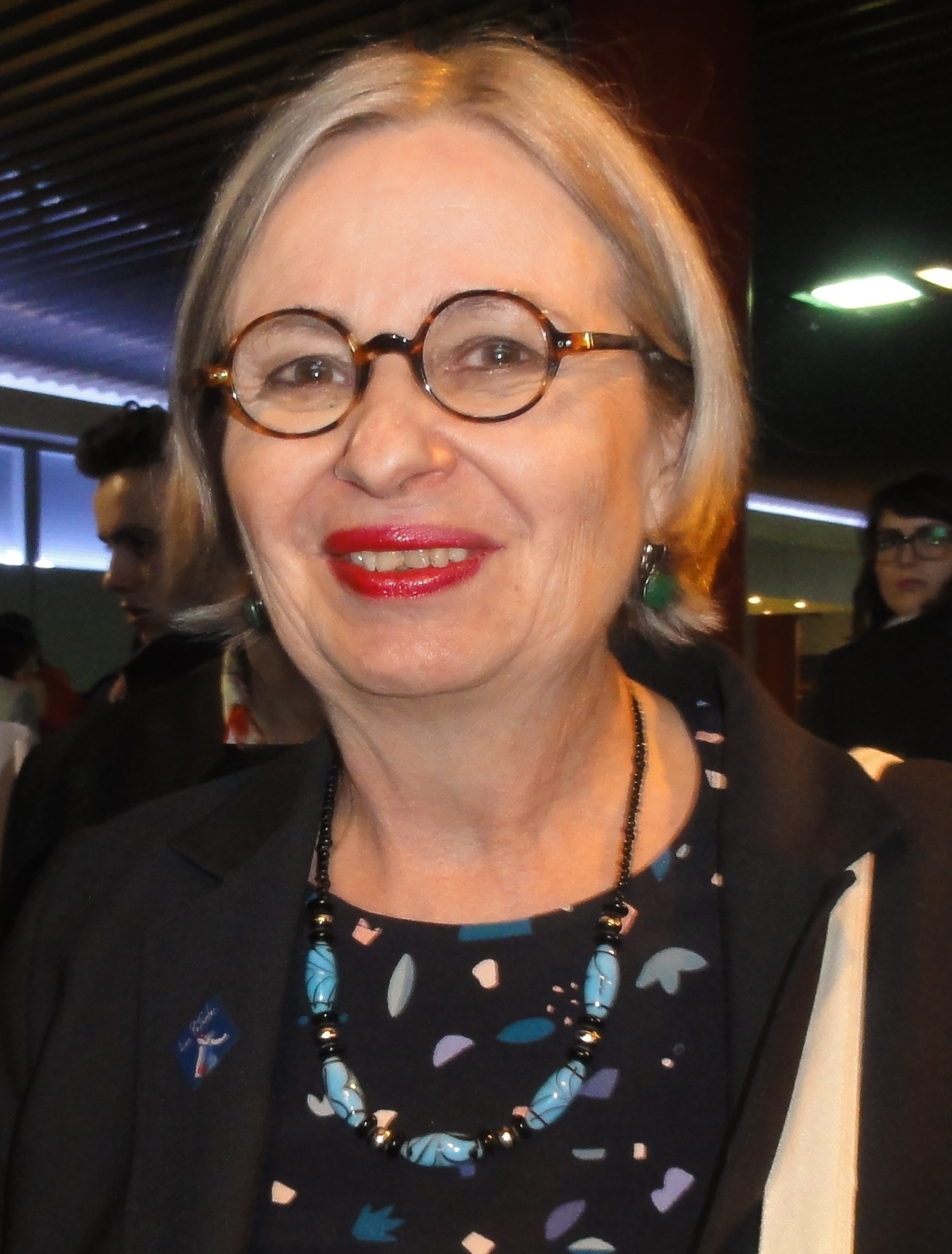
Mireille d'Ornano, no 2 sur la liste.

### PACE – Parti des citoyens européens
Le Parti des citoyens européens, parti européen transnational fondé le 9 mai 2007 à l'occasion des 50 ans de la signature des traités de Rome, annonce son intention de présenter une liste conduite par Audric Alexandre, militant associatif et professeur dans le Nord. Le PACE était déjà présent lors de l'élection présidentielle de 2017, avec la participation de Philippe Mazuel à LaPrimaire.org.

### Urgence écologie (Génération écologie, Mouvement écologiste indépendant et Mouvement des progressistes)
Delphine Batho avait initialement annoncé la constitution d'une liste de Génération écologie, pour défendre l'écologie intégrale, tout comme le Mouvement des progressistes, qui annonçait le 4 mars 2019 son intention de constituer une liste.
Le 18 mars 2019, Delphine Batho, présidente de Génération écologie et Antoine Waechter, co-président du Mouvement écologiste indépendant, annoncent lors d'une conférence de presse la constitution d'une liste commune, intitulée « Urgence écologie » (UÉ), avec à sa tête le philosophe Dominique Bourg.
Le 2 avril 2019, le Mouvement des progressistes annonce s'associer à cette liste.
Le mouvement France Écologie apporte son soutien à la liste le 14 avril 2019. Le 29 avril, la liste est annoncée. La coprésidente de l'Union des démocrates et des écologistes, Marie-Pierre Bresson, adjointe au maire de Lille, figure en 8e position. Christophe Normier, numéro 7, représente MorVent en colère.

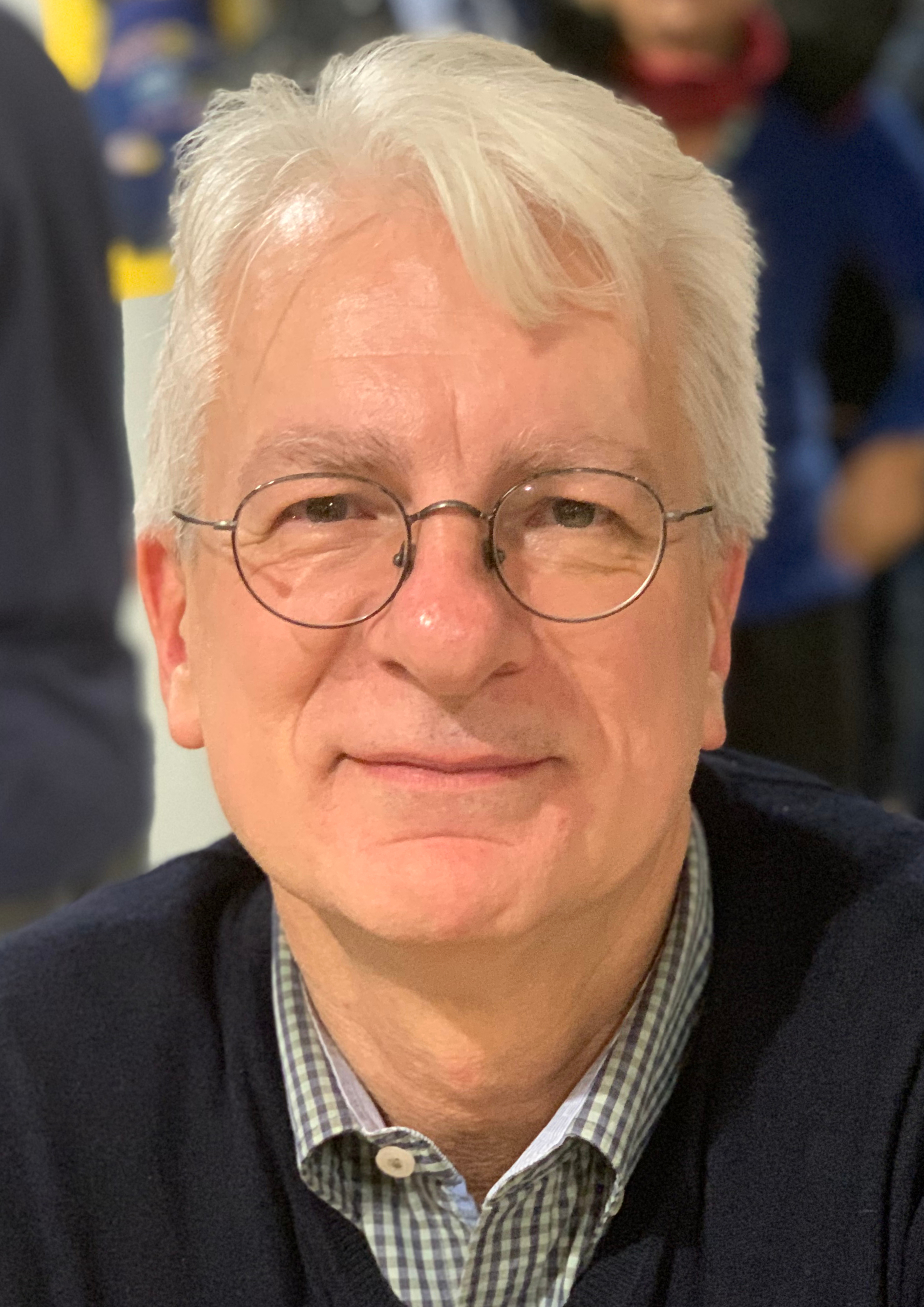
Dominique Bourg, tête de liste.

### Liste de la reconquête (Dissidence française)
Dissidence française, mouvement politique de la droite radicale devenu un parti en octobre 2018, annonce le 18 janvier 2019 son intention de présenter une liste nationaliste aux élections européennes. Intitulée « Liste de la reconquête nationale, sociale et identitaire », elle sera conduite par le président du parti, Vincent Vauclin,,. Le mouvement dénonce le grand remplacement et la « lobbycratie de Bruxelles ».

### Les Européens (Union des démocrates et indépendants)
L'UDI détient un siège de députée sortante, élue sur la liste commune qu'elle avait conclu avec le MoDem en 2014. Comme le MRSL et Agir, l'UDI est l'un des partis régulièrement cité comme potentiel allié de la LREM pour la constitution d'une liste commune intégrant également le MoDem. Dans une interview parue le 7 juin 2018, Jean-Christophe Lagarde s'est déclaré prêt à prendre la tête d'une liste indépendante de l'UDI portant un « projet européen fédéraliste » sans écarter la possibilité de conclure une alliance avec LREM. Dans la même interview, il exclut toute alliance avec LR, le RN et FI. Enfin, il se prononce en faveur d'un élargissement du groupe ADLE, mais s'oppose à sa dissolution.
L'UDI réunit un conseil national le 23 juin 2018 consacré aux questions européennes. Elle y adopte un projet « eurobâtisseur » qui prône l'établissement d'une Europe fédérale. Cela se traduirait par une redéfinition des compétences de l'Union européenne (priorités données à la défense, l'écologie, l'agriculture, la convergence des fiscalités des entreprises, le codéveloppement avec l'Afrique), la création de plusieurs organes européens : ministère de l'Économie de la zone euro, parquet européen et police fédérale (sur le modèle du FBI américain), ministère des migrations ainsi qu'une réforme de son financement (baisse des contributions nationales compensée par des ressources fiscales propres),.
En septembre 2018, Jean-Christophe Lagarde réaffirme que son parti pourrait mener une liste indépendante : « je ne vois pas de raison de ne pas faire une liste ». Le congrès extraordinaire du 15 décembre 2018 valide cette candidature et le parti aspire à « une liste de rassemblement ouverte à tous les citoyens français et européens qui veulent que l’Europe se construise enfin en vrai ».
Le 16 mars 2019, l'ancienne secrétaire d'État Nora Berra annonce qu'elle sera numéro 2 sur la liste. Louis Giscard d'Estaing occupe la troisième place.

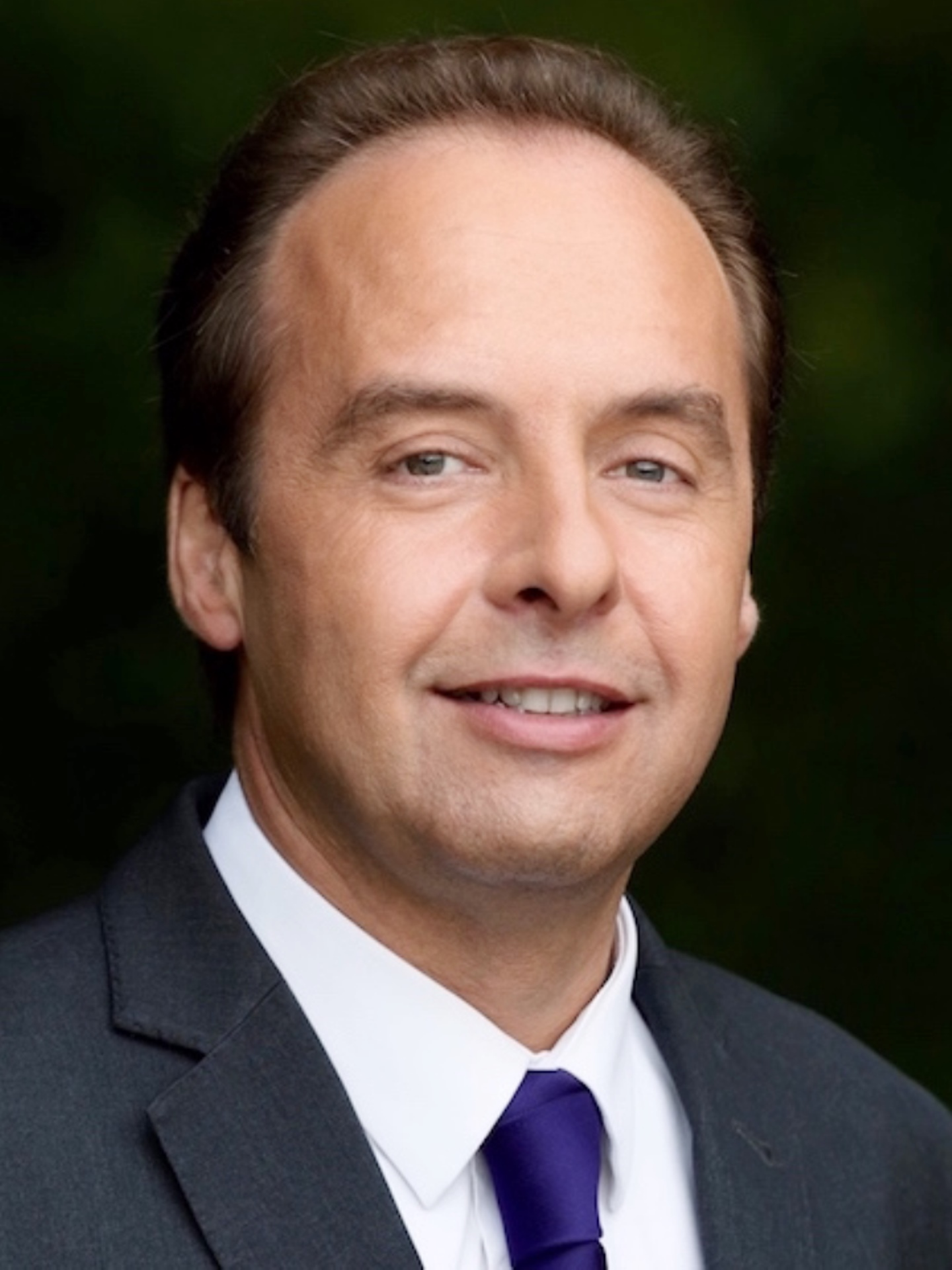
Jean-Christophe Lagarde, tête de liste.
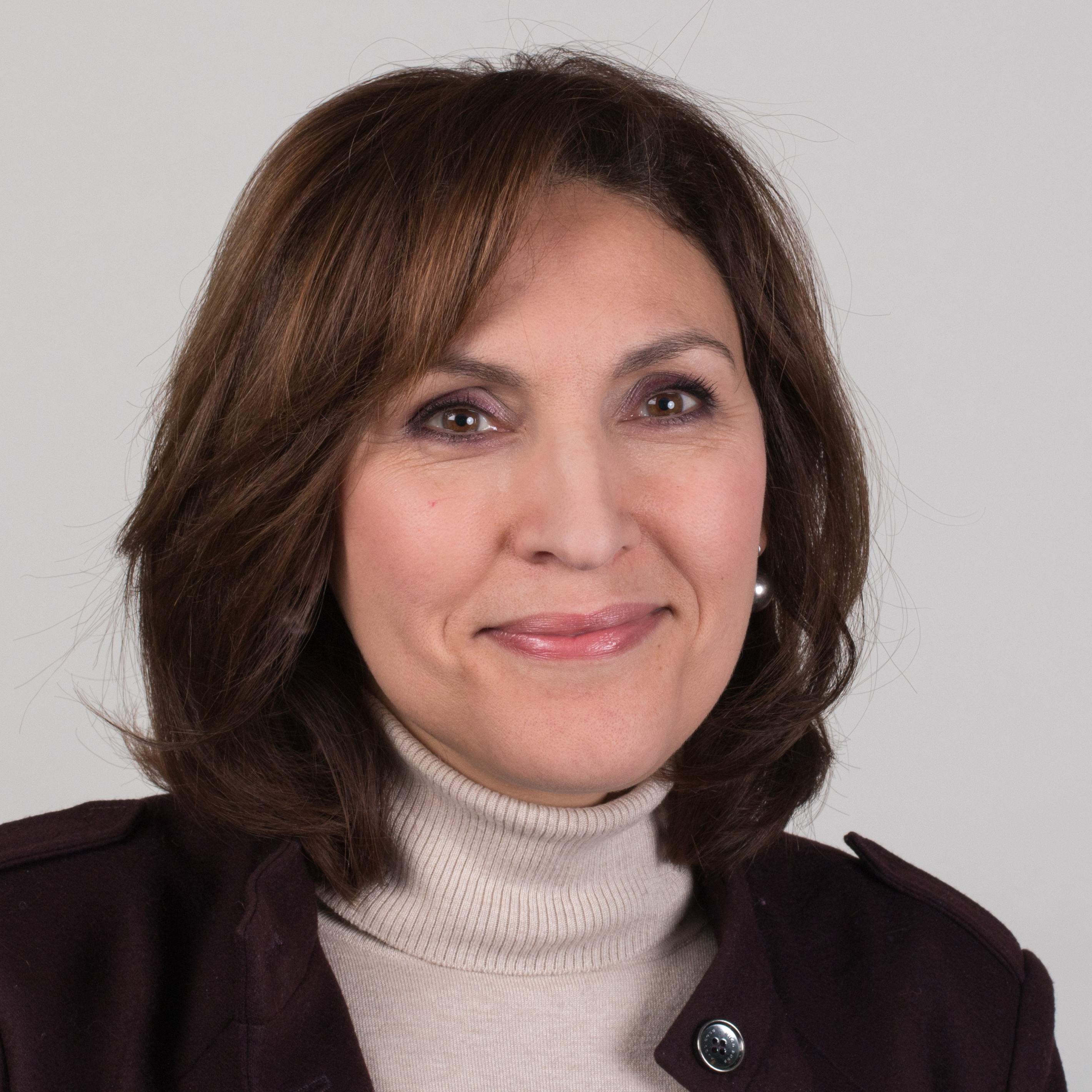
Nora Berra, no 2 sur la liste.

### Envie d'Europe écologique et sociale (Parti socialiste, Place publique, Nouvelle Donne et Parti radical de gauche)
Le Parti socialiste européen sera représenté par la liste du Parti socialiste (PS), dans le groupe duquel siège également la députée du mouvement Les Radicaux de gauche. Certains de ses membres l'ont quitté pour fonder un nouveau mouvement politique Printemps européen (Génération.s) ou pour rejoindre via la Gauche républicaine et socialiste la liste de La France insoumise. Plusieurs de ses membres, sans toujours quitter le PSE, ont par ailleurs rejoint La République en marche.
Enfin, l'hypothèse de la constitution d'une liste que mènerait Ségolène Royal (qui n'est plus membre du PS) est soutenue par plusieurs socialistes. Elle est évoquée à plusieurs reprises par la presse, d'abord comme tête de liste du PS puis comme candidate indépendante. Après avoir fait connaître son refus de mener la liste socialiste, certains de ses proches (dont Patrick Mennucci) rappellent qu'elle n'y est plus adhérente et entretiennent dans les médias le projet de constituer une liste en dehors des partis politiques. Ségolène Royal adopte vis-à-vis de cette hypothèse une position ambiguë, ne la rejetant pas définitivement, tout en affirmant à plusieurs reprises qu'elle n'est pas inscrite dans ses priorités. Plusieurs élus socialistes (dont Luc Carvounas) soutiennent l'idée. Certains d'entre eux, mais aussi des membres de l'Union des démocrates et des écologistes, pourraient lancer un appel préparant sa candidature,,. Le 11 janvier 2019, Ségolène Royal annonce dans la matinale de France Inter qu'elle renonce à être candidate, à la suite de l'échec des négociations avec les partis qui auraient été susceptibles de la rejoindre.
Selon un article publié dans Le Figaro le 22 novembre 2017, Najat Vallaud-Belkacem souhaitait être désignée tête de liste du Parti socialiste pour les élections européennes de 2019 avant de briguer la direction du parti. Elle aurait voulu que le titulaire du poste de secrétaire général soit rémunéré dans le cas où elle aurait occupé cette fonction, mais sa demande a été rejetée par certains membres du parti, notamment Olivier Faure, le président du groupe socialiste à l'Assemblée nationale.
Pierre Moscovici, ancien ministre, est également fréquemment évoqué pour être le chef de file socialiste et, éventuellement, le candidat des sociaux-démocrates pour la présidence de la Commission européenne. Approchée en juin 2018 par la direction nationale du PS pour mener sa liste, Ségolène Royal refuse la proposition. Julien Dray se déclare néanmoins candidat pour la tête de liste socialiste aux élections européennes, le 4 août 2018.
Fin octobre 2018, l'essayiste Raphaël Glucksmann, l'économiste Thomas Porcher et l'activiste Claire Nouvian lancent Place publique (PP), « mouvement politique 100 % société civile » en vue de rassembler la gauche pro-européenne sympathisante du Parti communiste français à Europe Écologie Les Verts en passant par le Parti socialiste et Génération.s.
Le 15 mars 2019, Raphaël Glucksmann annonce qu'il sera à la tête d'une liste de rassemblement entre Place publique et le PS. Le conseil national du PS acte dans une résolution la désignation de Raphaël Glucksmann comme tête de liste. L'accord prévoit la constitution d'une liste comportant pour moitié des candidats socialistes, pour moitié des candidats issus de PP, de la société civile et des autres formations politiques engagées dans des discussions avec les deux partis. Thomas Porcher quitte Place publique, déçu par une « liste d'apparatchiks ».
Le bureau national du Parti socialiste adopte le 26 mars 2019 une liste de quarante noms, qui est validée le 2 avril par environ 80 % des militants. Le lendemain, Hussein Bourgi, Vincent Le Meaux et François Kalfon annoncent se retirer de la liste en signe de protestation. Le 18 avril, Christine Revault d'Allonnes-Bonnefoy, députée européenne depuis 2014, annonce qu'elle se retire de la liste, expliquant devoir fournir les papiers pour sa candidature alors qu'elle ignore encore quelle sera sa place et qui seront les colistiers.
Alors que, s'ils sont élus, les socialistes, Raphaël Glucksmann et Claire Nouvian siégeront dans le groupe des socialistes et démocrates, la transfuge de Génération·s, Aurore Lalucq, annonce qu'elle siégera avec les écologistes au sein du groupe des Verts/ALE.
À la suite du retrait de la liste « Envie d’Europe » de Virginie Rozière du mouvement Les Radicaux de gauche (LRDG), une autre candidate, cette fois du PRG refondé, prend la place de Rozière, initialement annoncée comme 10e de la liste. Le PRG figure toujours sur les affiches et les programmes et au nombre des autres candidats.

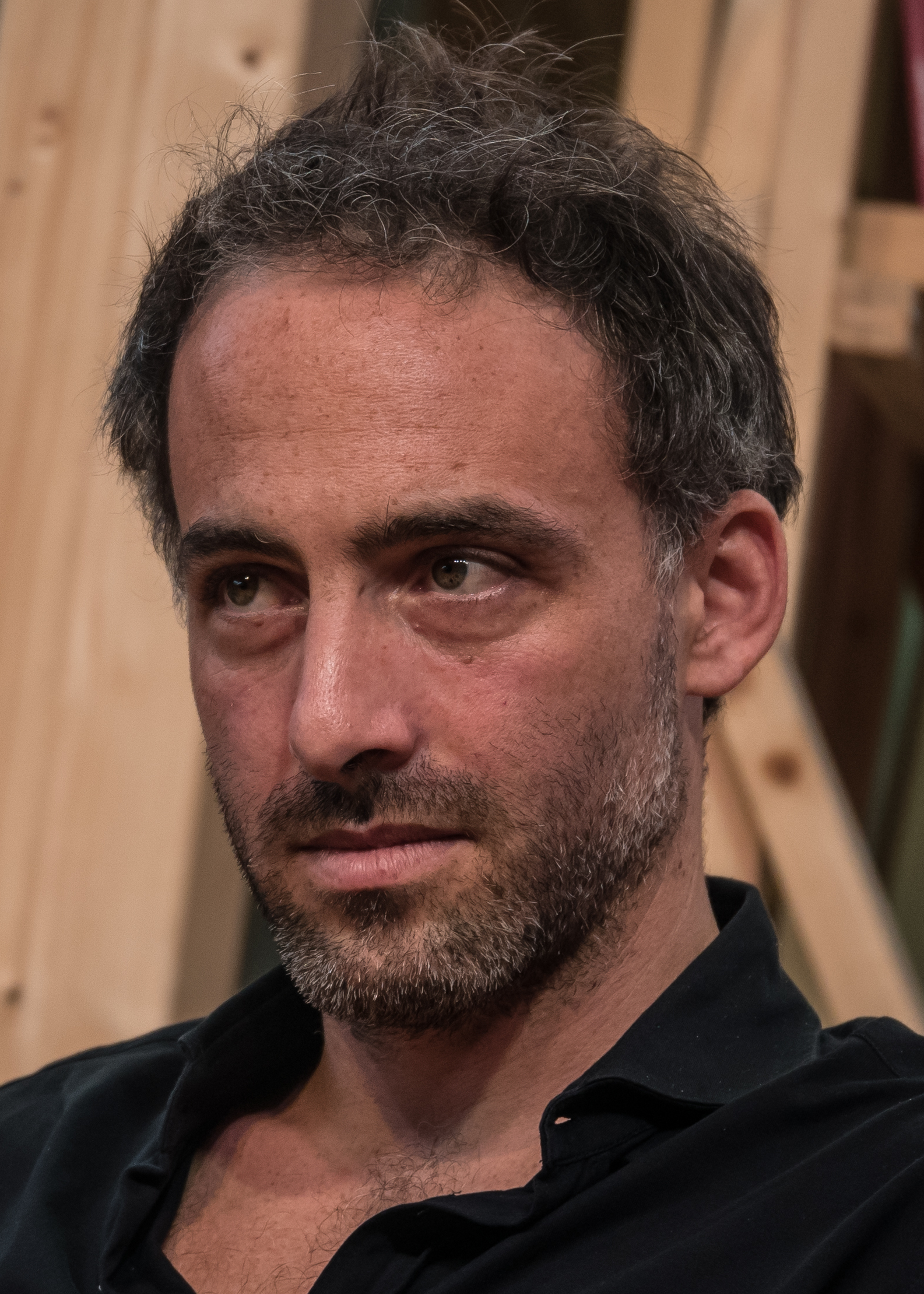
Raphaël Glucksmann, tête de liste.
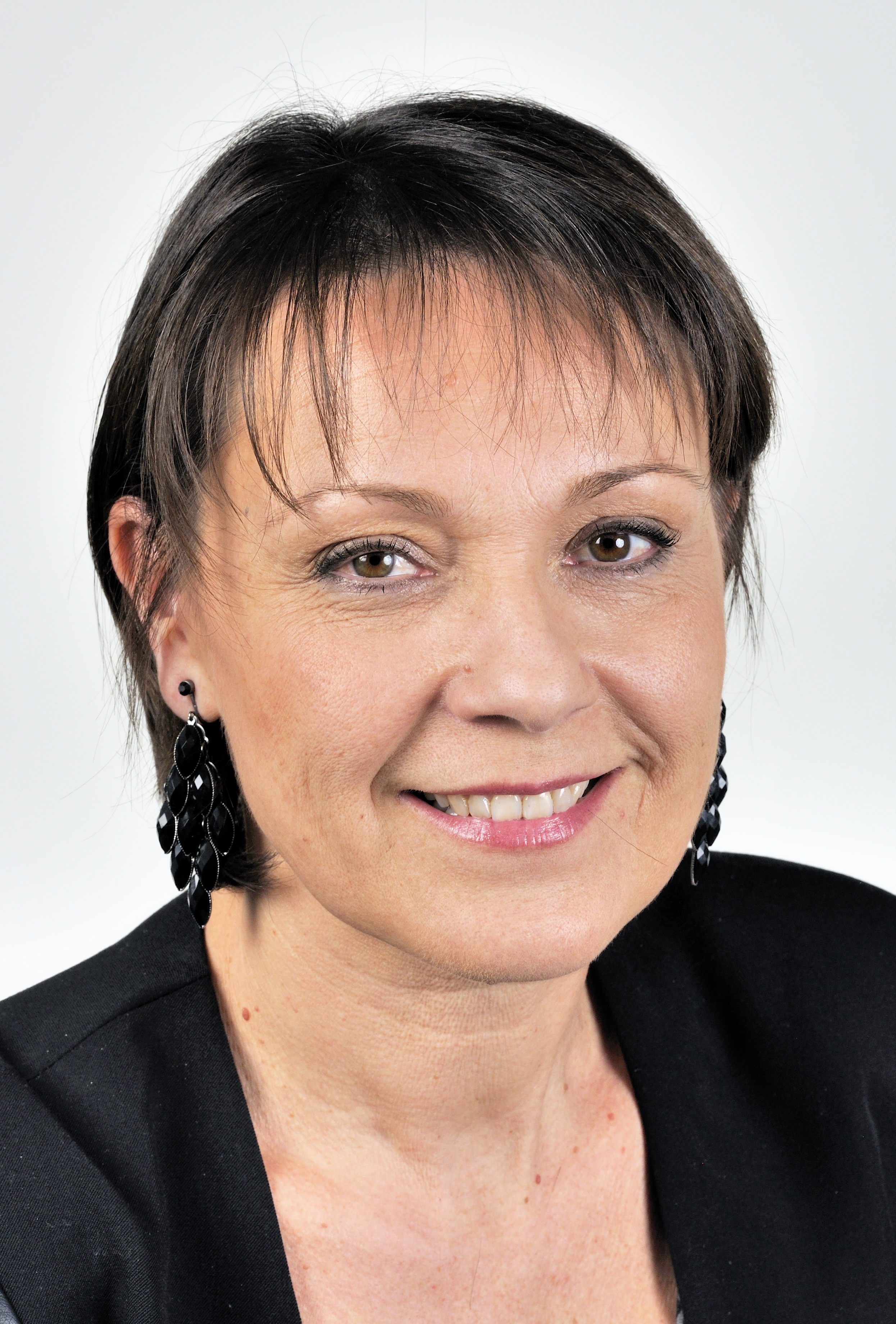
Sylvie Guillaume, no 2 sur la liste.

### Parti fédéraliste européen – Pour une Europe qui protège ses citoyens (Parti fédéraliste européen)
Au cours de sa sixième « convention européenne », le Parti fédéraliste européen (PFE) fait part de sa volonté de présenter des listes dans plusieurs pays européens pour défendre l'idée d'une fédération européenne.
Ceci est confirmé à l'occasion de la Journée de l'Europe en mai 2018 : « Le PFE présentera des candidats dans plusieurs États de l’UE sous la même bannière et avec le même programme ». Ce programme vise à établir une souveraineté européenne sur cinq compétences régaliennes : la diplomatie, la défense, les frontières, la monnaie et un budget.
Plusieurs formations politiques alliées au PFE (comme le Parti breton) sont présentes sur la liste.
Yves Gernigon, président et fondateur du PFE, est à la tête de la liste.

### Mouvement pour l'initiative citoyenne
Le Mouvement pour l'initiative citoyenne, fondé en 1993 et connu sous les noms successifs Rassemblement national d'associations pour le référendum d'initiative populaire, Mouvement pour l'initiative populaire et Rassemblement pour l'initiative citoyenne, présente une liste tirée au sort aux élections européennes de 2019. Il a pour objectif l'instauration du référendum d'initiative citoyenne en toutes matières au niveau national et européen. Sa tête de liste Gilles Helgen est chef d'entreprise en Ille-et-Vilaine, et s'était déjà présenté aux élections européennes de 2009.

### Le courage de défendre les Français avec Nicolas Dupont-Aignan (Debout la France)
L'Alliance des conservateurs et réformistes européens (ACRE) est représentée en France par Debout la France, qui conduit une liste avec le Centre national des indépendants et paysans et à laquelle devait être associée le Parti chrétien-démocrate (PDC) (ex-PPE via LR).
Nicolas Dupont-Aignan, président de Debout la France, écarte la possibilité de s'allier avec le Rassemblement national (RN), comme cela s'était fait pour le second tour de l'élection présidentielle de 2017 en déclarant ne pas vouloir « jouer les roues de secours ». Le parti souverainiste considère également que le Rassemblement national est allié, au Parlement européen, avec des « fous » et des « xénophobes ».
Avec Jean-Frédéric Poisson, président du PCD et Bruno North, président du CNIP, Nicolas Dupont-Aignan a rencontré plusieurs euro-députés du parti Droit et justice, dont Ryszard Legutko, co-président du groupe des Conservateurs et réformistes européens (CRE), troisième groupe du Parlement européen. A cette époque, aucun élu français n'appartient à ce groupe. Cependant, trois eurodéputés (Bernard Monot, Sylvie Goddyn et Joëlle Bergeron) appartenant au groupe EFDD se rapprochent de Debout la France.
Le 23 septembre 2018, lors du congrès de Debout la France, Nicolas Dupont-Aignan officialise sa candidature en tête de liste de l’alliance Les Amoureux de la France aux élections européennes « pour faire barrage à Emmanuel Macron ». Il propose à Jean Lassalle de figurer en deuxième position sur sa liste, mais ce dernier refuse.
Le 21 mars 2019, Jean-Frédéric Poisson, président du PCD, déclare qu’il figurera en position éligible sur la liste de Nicolas Dupont-Aignan. Le même jour, le Gilet jaune Benjamin Cauchy annonce rejoindre la liste. Le 28 mars 2019, lors de la présentation des 23 premiers candidats de la liste à la presse, ni Jean-Frédéric Poisson, ni les sortants Bernard Monot, Sylvie Goddyn ou Joëlle Bergeron ne figurent sur la liste. Nicolas Dupont-Aignan justifie l'absence du PCD par sa volonté de construire une autre liste. Sur fond de baisse dans les sondages, Nicolas Dupont-Aignan fait alors l’objet de vives critiques,.

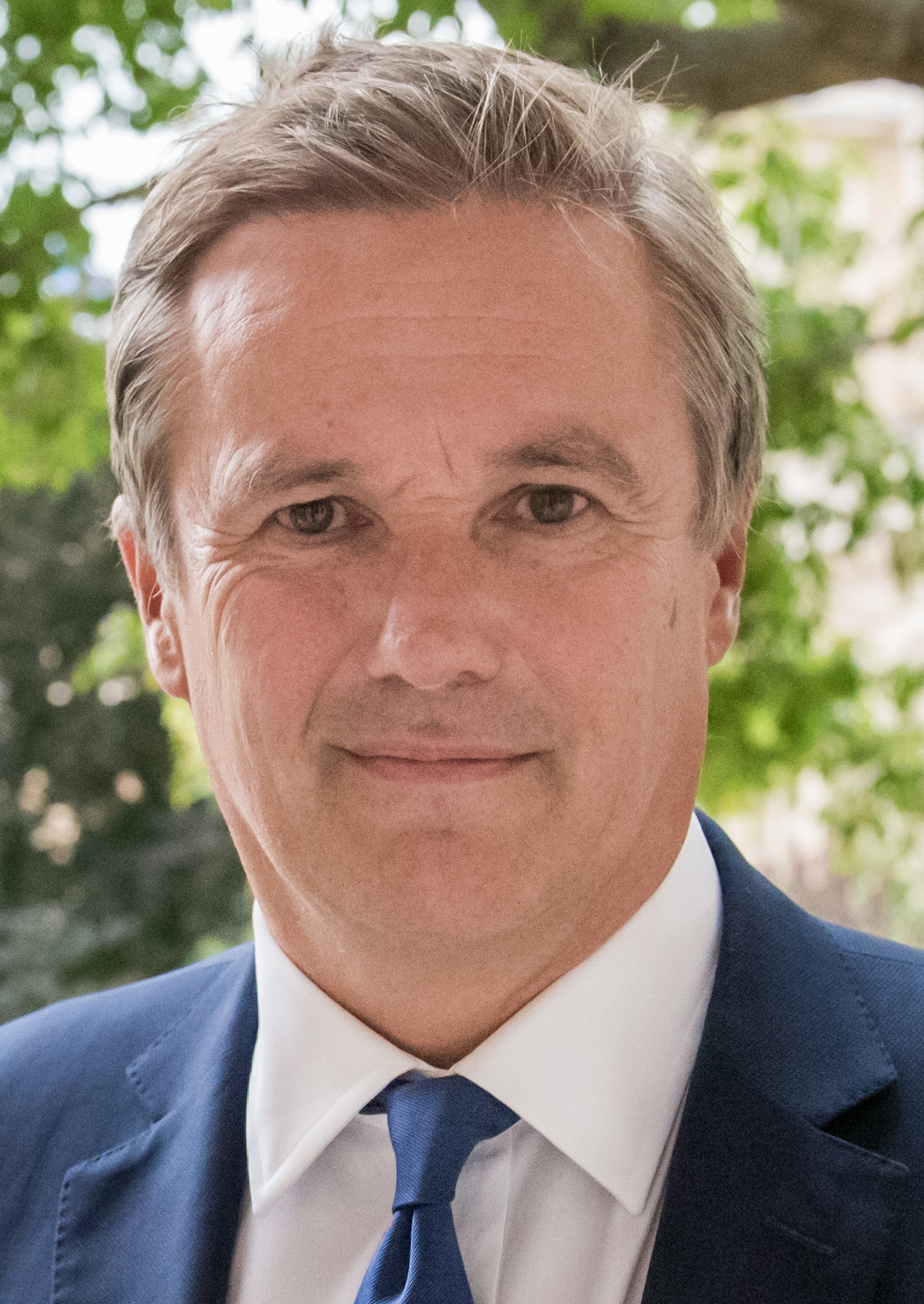
Nicolas Dupont-Aignan, tête de liste.
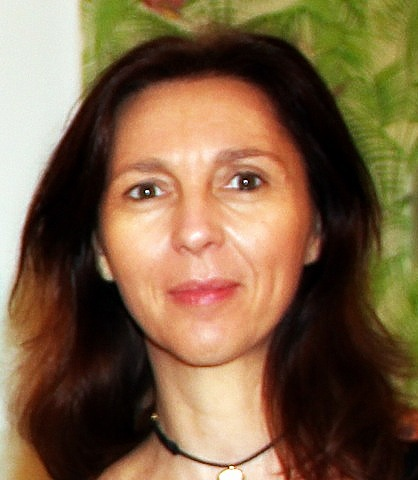
Stéphanie Gibaud, no 2 sur la liste.

### Allons enfants
Allons enfants, le « parti de la jeunesse » est un parti créé par Pierre Cazeneuve en amont des élections municipales de 2014,. Composé uniquement de jeunes âgés de moins de 30 ans, il entend défendre une meilleure représentation des jeunes dans les instances politiques,. Il présente une liste composée de 79 jeunes de moins de 30 ans.

### Décroissance 2019
Les idées de la décroissance sont portées lors des élections européennes. Cette liste, qui se revendique écologiste, critique de la société de consommation, anticapitaliste, protectionniste car ayant pour but de relocaliser l'économie et défendant le référendum d'initiative citoyenne, est soutenue par le Parti pour la décroissance. L'ordre des différents candidats sur la liste devrait être défini par tirage au sort, à moins qu'une volonté forte n'émerge pour occuper les premières positions de celle-ci. Sa tête de liste est Thérèse Delfel.

### Lutte ouvrière – contre le grand capital, le camp des travailleurs (Lutte ouvrière)
Lutte ouvrière (LO) entame des discussions avec le Nouveau Parti anticapitaliste (NPA) en juillet 2018 sur l'opportunité de constituer une liste commune, qui échouent néanmoins en novembre 2018,. Le parti présente une liste indépendante, conduite par Nathalie Arthaud.

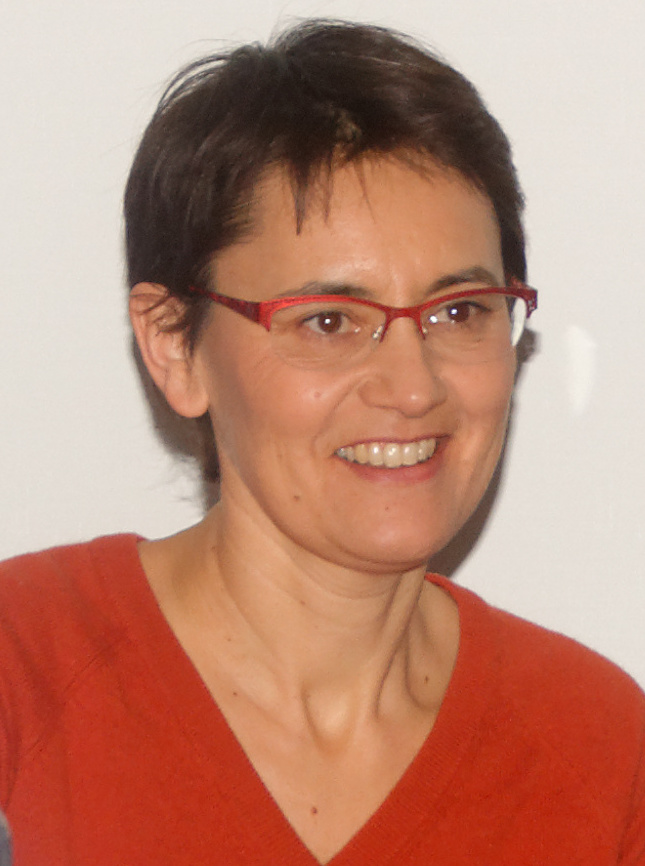
Nathalie Arthaud, tête de liste.
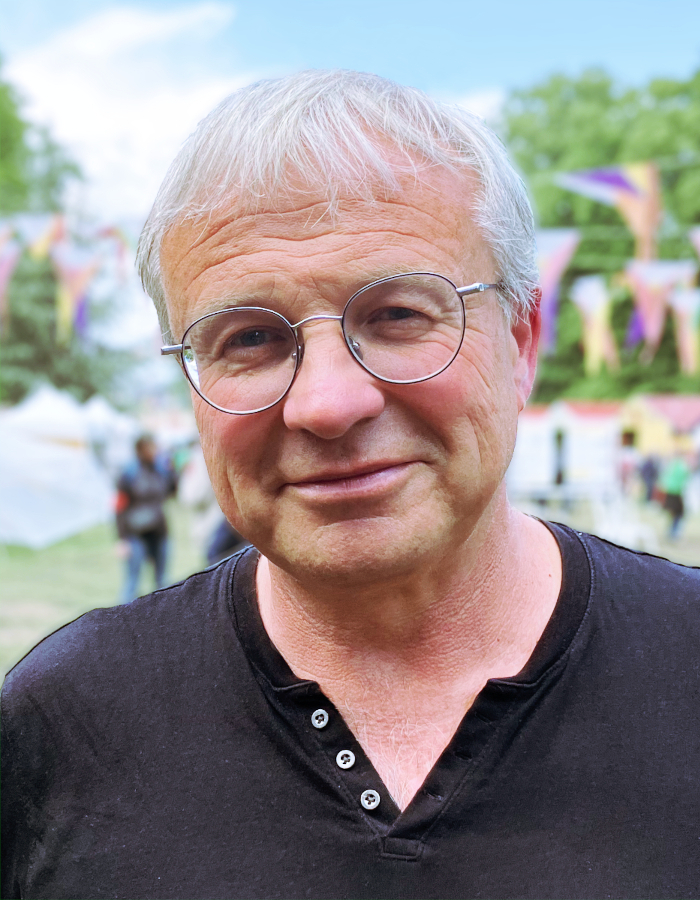
Jean-Pierre Mercier, no 2 sur la liste.

### Pour l'Europe des gens, contre l'Europe de l'argent (Parti communiste français)
Les principaux partis français membres du Parti de la gauche européenne ou siégeant au sein du groupe Gauche unitaire européenne/Gauche verte nordique dont il est le pilier, s'orientent vers la constitution de deux listes séparées : l'une initiée par le Parti communiste français (PCF), l'autre autour de La France insoumise, qui a par ailleurs noué des alliances avec d'autres formations politiques pour créer avec elles un nouveau mouvement politique au niveau européen.
Le 1er décembre 2017, Pierre Laurent, secrétaire national du PCF, déclare vouloir rassembler « le groupe de gauche le plus fort possible » pour les élections européennes de 2019, en lançant un appel à Jean-Luc Mélenchon de La France insoumise et Benoît Hamon de Génération.s pour « travailler ensemble », avant de prendre une décision en mars 2018. En juin 2018, le parti annonce avoir choisi Ian Brossat comme « chef de file » des communistes puis publie une lettre ouverte à un grand nombre de partis de gauche, à l'exception du PS, pour leur proposer « une plate-forme commune et la construction d'une liste large ». Cette plateforme précéderait la création d'un « groupe uni et confédéral de toutes les forces de gauche et écologistes » au Parlement européen.
Le 24 novembre 2018, lors du XXXVIIIe congrès du PCF, Ian Brossat est désigné « tête de liste de rassemblement pour les élections européennes ».
Le 26 janvier 2019, une liste de 79 candidats, intitulée « L'Europe des gens, pas l'Europe de l'argent », est constituée et soumise au vote des adhérents. Cette liste, qui « pourra bouger pour permettre le rassemblement avec des forces de gauche qui remettent en cause la logique des traités », est validée le 2 février à l'issue d'un vote des adhérents.

### Ensemble pour le Frexit (Union populaire républicaine)
En novembre 2017, lors de l'université d'automne de son parti, François Asselineau annonce que l’Union populaire républicaine (UPR) compte participer aux élections européennes.
Fin octobre 2018 et lors de l'université d'automne de son parti la même année, il confirme qu'il mènera une liste lors de ces élections, pour la sortie de la France de l'Union européenne, de l'Euro et de l'OTAN. François Asselineau déclare qu'il intégrera sur sa liste « quelques personnalités d'ouverture, pour appeler tous les Français à se rassembler pour mener à bien le Frexit ».
En février 2019, le militant politique Étienne Chouard apporte son soutien à François Asselineau en déclarant qu'il voterait aux élections européennes pour la liste de l'UPR.

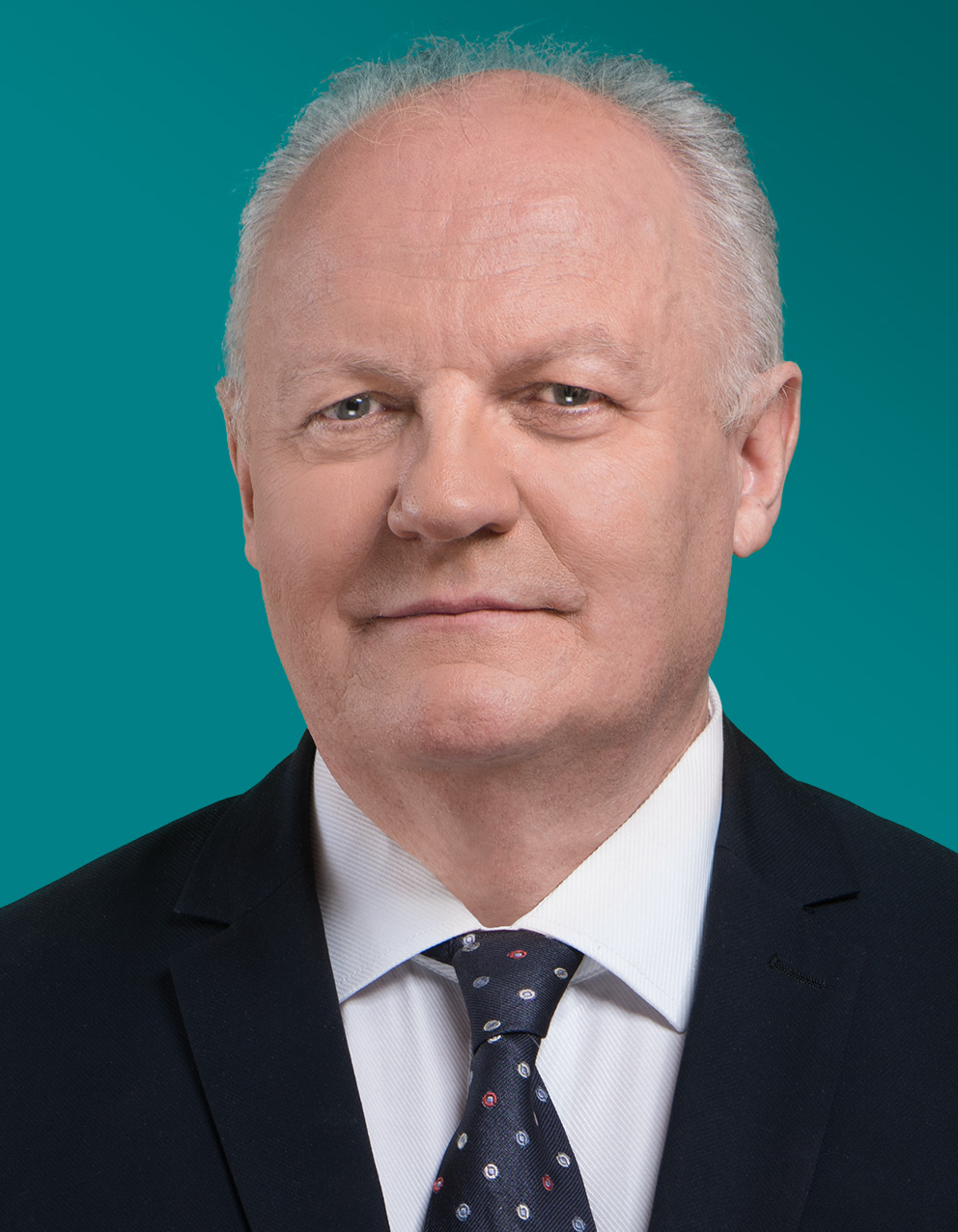
François Asselineau, tête de liste.
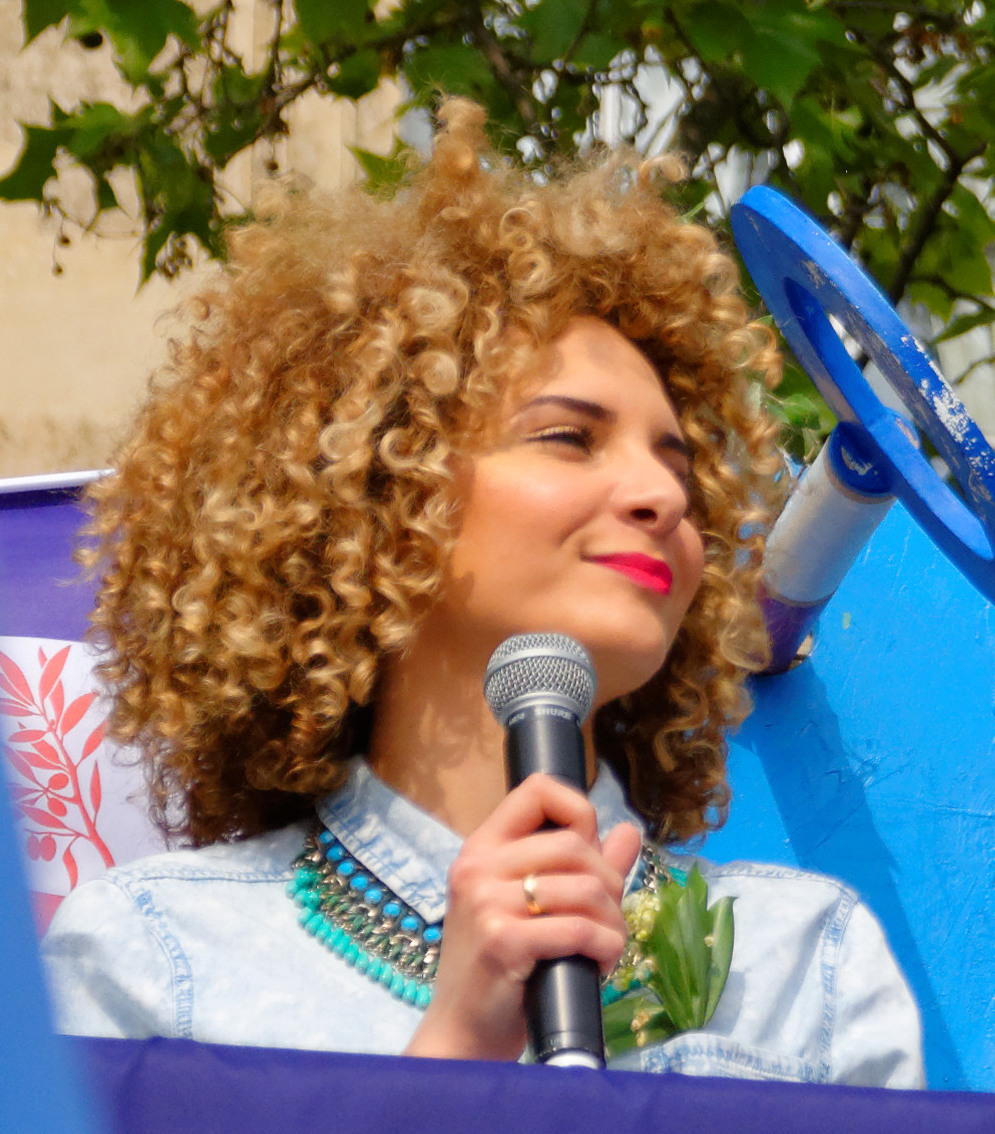
Zamane Ziouane, no 2 sur la liste.

### Liste citoyenne du Printemps européen avec Benoît Hamon soutenue par Génération·s et DémE-DiEM25
Dès le congrès fondateur de Génération.s, en décembre 2017, Benoît Hamon se positionne pour les élections européennes, désignant pour adversaires les « nationalistes » et les « néolibéraux »,,. Il se déclare prêt à s'allier avec La France insoumise en vue de ces élections, à condition que celle-ci abandonne l'idée d'une sortie de l'Union en cas d'échec de renégociation des traités, ce que Jean-Luc Mélenchon refuse.
Le 10 mars 2018, le mouvement lance, conjointement avec Yánis Varoufákis (DiEM25) et plusieurs autres partis et personnalités européennes, l'Appel de Naples, pour créer la « première liste paneuropéenne transnationale » avec un candidat commun pour la présidence de l'Union européenne,. En avril, les signataires de l'appel choisissent le nom de Printemps européen pour désigner cette liste transnationale puis adoptent en juin un projet de programme européen composé de 10 New Deal. Le parti allemand Demokratie in Bewegung (de) les rejoint à cette occasion, de même qu'en juin, le parti slovène La Gauche et le parti roumain Demos. En octobre 2018, le parti politique français Nouvelle Donne et le mouvement espagnol Actúa rejoignent la coalition.
Le 29 octobre 2018, Génération.s lance un appel à candidature ouvert à tous pour construire une « liste citoyenne » tout en déclarant un refus d'alliance avec le Parti socialiste.
Le 6 décembre, Benoît Hamon annonce, lors d'un entretien au journal Le Monde, son intention d'être candidat « pour mener le combat en première ligne, à la tête d'une alliance citoyenne ».
Le 8 février 2019, Benoît Hamon invite les formations de la gauche sociale et écologiste à participer à une votation citoyenne qui permettrait aux sympathisants de chaque tendance de se prononcer collectivement sur la place que chacune d'entre elles pourrait occuper dans une liste d'union. Yannick Jadot balaye l'idée le jour-même. Adrien Quatennens, député insoumis, estime qu'il s'agit d'une « mauvaise idée ». Quant au PCF, il décline finalement la proposition dans un communiqué du 22 février.
Le 26 février 2019, Benoît Hamon présente ses trente premiers candidats. Leur ordre sur la liste n'est en revanche pas précisé.
Le 18 mars, Nouvelle Donne annonce rejoindre la liste menée par Raphaël Glucksmann et contenant notamment le Parti socialiste. Cependant, le parti n'annonce pas son départ du Printemps européen. Le même jour, la porte-parole de Génération·s, Aurore Lalucq, annonce faire de même, en précisant qu'elle ne siégera pas dans le groupe social-démocrate. Le 22 mars, Mehdi Ouraoui est écarté de la liste, faisant l'objet d'une plainte pour agression sexuelle.

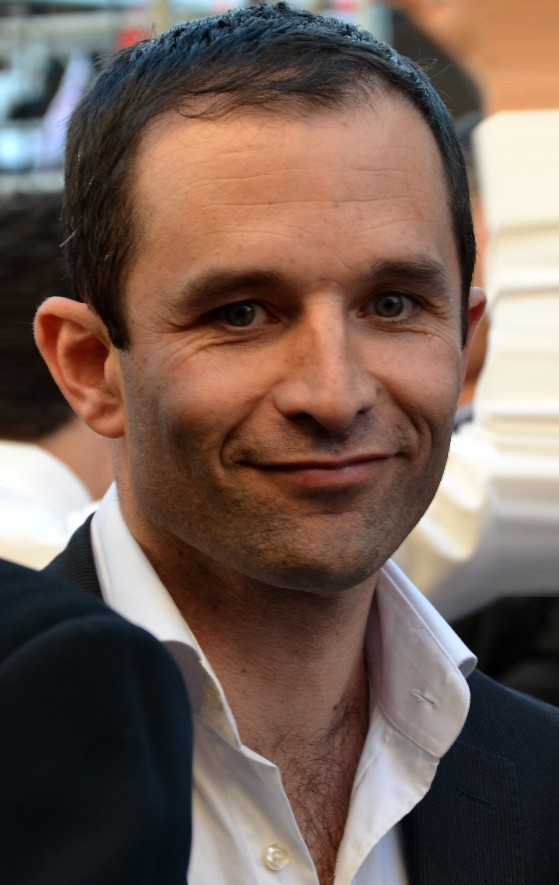
Benoît Hamon, tête de liste.
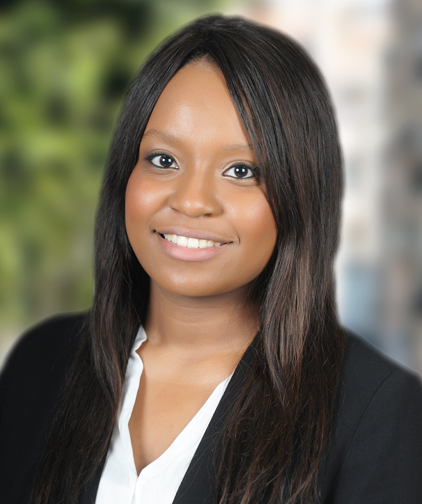
Sarah Soilihi, no 2 sur la liste.

### À voix égales
L'avocate Nathalie Tomasini, notamment médiatisée pour avoir défendu Jacqueline Sauvage, décide de créer une liste nommée « À voix égales », qui « veut faire de l'égalité femmes-hommes la clef de voûte d'un nouveau système ».

### Prenez le pouvoir, liste soutenue par Marine Le Pen (Rassemblement national)
Au niveau européen, le Rassemblement national est membre du Mouvement pour une Europe des nations et des libertés (ENL).
Il s'agit de la première élection du parti dirigé par Marine Le Pen sous le nom Rassemblement national. Le Front national a en effet changé de nom le 1er juin 2018.
Le 1er décembre 2017, Nicolas Bay, secrétaire général et député européen du Rassemblement national annonce que Marine Le Pen ne dirigerait pas la liste du parti en 2019, déclarant qu'elle a décidé de continuer de rester députée à l'Assemblée nationale, après avoir été élue aux élections législatives de 2017, bien qu'elle-même exprime encore son désir de mener la campagne. Pour Sébastien Chenu, porte-parole du Rassemblement national, la tête de liste ne sera « pas forcément » un membre du parti. Ce serait ainsi la première fois que la liste du RN aux élections européennes ne serait pas conduite par un membre de la famille Le Pen.
Le 13 décembre, Marine Le Pen indique vouloir une alliance avec Nicolas Dupont-Aignan, David Rachline émet en janvier 2018 le souhait que ce dernier mène la liste du RN, mais le président de Debout la France finit par écarter cette idée après s'être laissé un temps de réflexion. La dirigeante du Rassemblement national réitère son appel au président de Debout la France dans une lettre ouverte diffusée le 31 mai 2018, en vain.
En parallèle, le RN développe une alliance transnationale intitulée « Union des nations européennes », basée sur un programme commun mais « à la carte », pour unir les partis populistes européens.
En septembre 2018, le RN lance sa campagne européenne à Fréjus, lors de sa rentrée politique. Marine Le Pen y présente un tract sur lequel elle figure aux côtés du ministre de l'Intérieur italien Matteo Salvini. Cette rentrée s'est faite en présence d'Hervé Juvin, essayiste « proche de la Nouvelle droite d'Alain de Benoist », cité par les médias pour conduire la liste du RN, sur laquelle pourrait figurer l’ancien député LR Thierry Mariani.
Le 19 novembre 2018, Steeve Briois est nommé directeur de la campagne des européennes.
Le 20 novembre 2018, Louis Aliot annonce qu'il renonce à la tête de liste, préférant se concentrer sur l'élection à la mairie de Perpignan.
En décembre 2018, Jordan Bardella est pressenti pour prendre la tête de la liste du Rassemblement national,. Il est officiellement investi par Louis Aliot le 6 janvier 2019. Le lendemain, Thierry Mariani et Jean-Paul Garraud annoncent leur départ des Républicains pour rejoindre la liste du RN aux élections européennes.
Le 11 avril 2019, le Rassemblement national annonce les candidats entre la 13e et la 20e place, parmi lesquels figurent Jean-François Jalkh, Jérôme Rivière, Gilbert Collard, André Rougé, France Jamet, Marie Dauchy et Julie Lechanteux. Le 17 avril, Maxette Pirbakas, responsable syndicale de la FDSEA de la Guadeloupe, remplace Christiane Delannay-Clara en 12e place sur la liste.

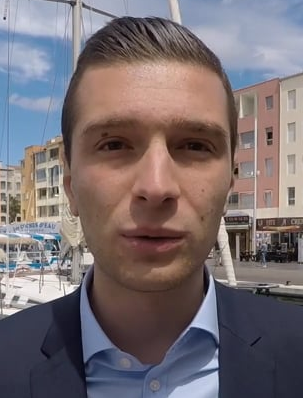
Jordan Bardella, tête de liste.
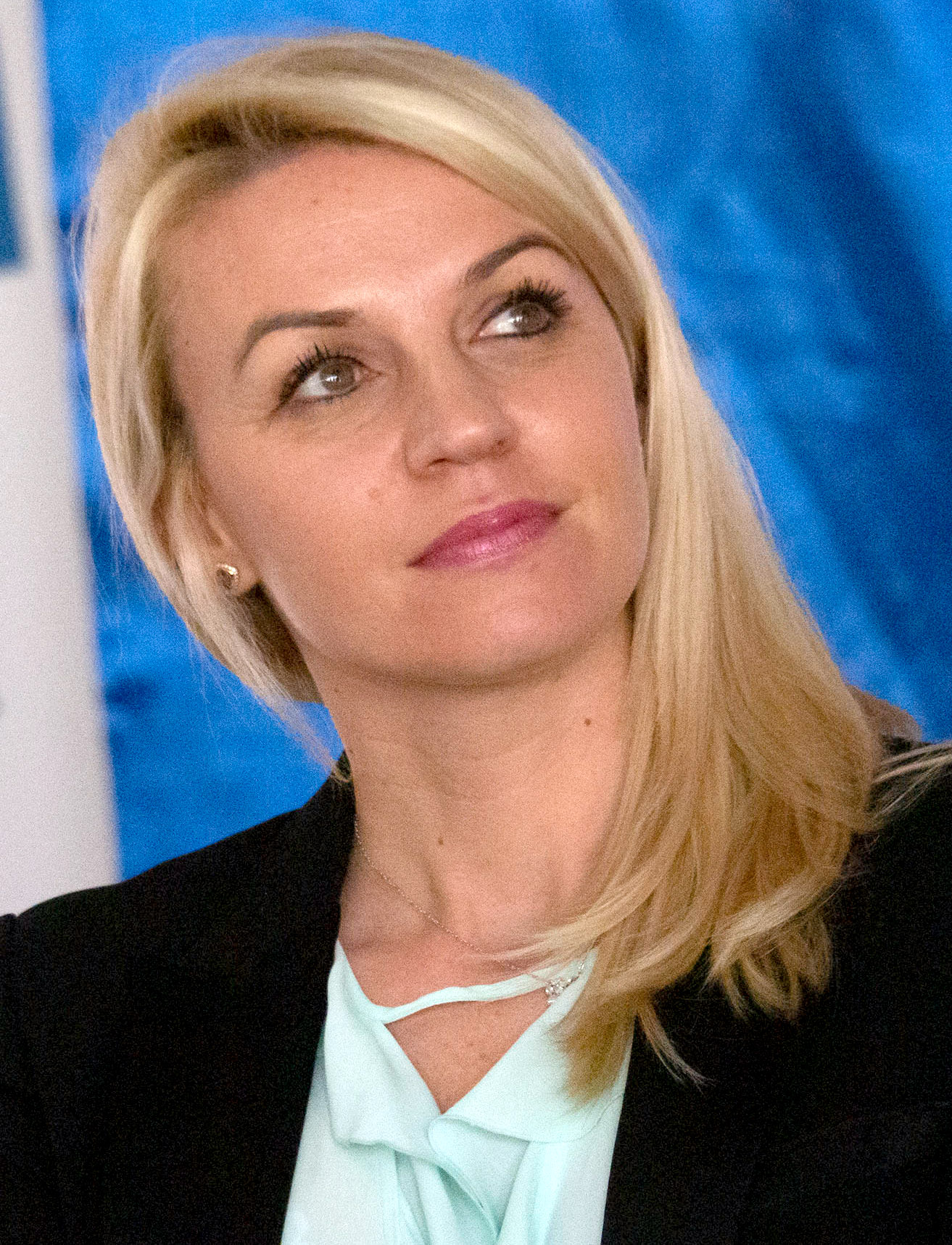
Hélène Laporte, no 2 sur la liste.

### Neutre et actif
La liste « Neutre et actif » portée par la Nordiste Cathy Corbet se donne comme principal objectif de lutter contre l'abstention. Tous ses colistiers sont issus d'un même département, ce qui est une première pour des élections européennes en France. La liste se fait remarquer par France 3 Hauts-de-France pour son programme peu développé et sa campagne presque inexistante. La chaîne de télévision révèle que plusieurs candidats n'ont pas été informés de leur présence sur la liste, et qu'ils n'avaient pas tous donné leur accord.

### Parti révolutionnaire Communistes
Le parti marxiste-léniniste Parti révolutionnaire Communistes, déjà candidat en 2014 sous le nom Communistes, se présente aux élections de 2019. Son président Antonio Sanchez, ouvrier en métallurgie, est tête de liste.

### Espéranto – langue commune équitable pour l'Europe (Europe Démocratie Espéranto)
Europe Démocratie Espéranto (EDE) présente une liste sous le nom « Espéranto – langue commune équitable pour l'Europe » avec un projet en six points et l'espéranto pour redonner la parole aux Européens et relancer l'Europe. Début mars 2019, le parti présente les dix premiers candidats de sa liste. Le 26 avril, le parti dépose sa liste et en présente tous les noms. Elle est conduite par le président de la section française de l'EDE, Pierre Dieumegard.

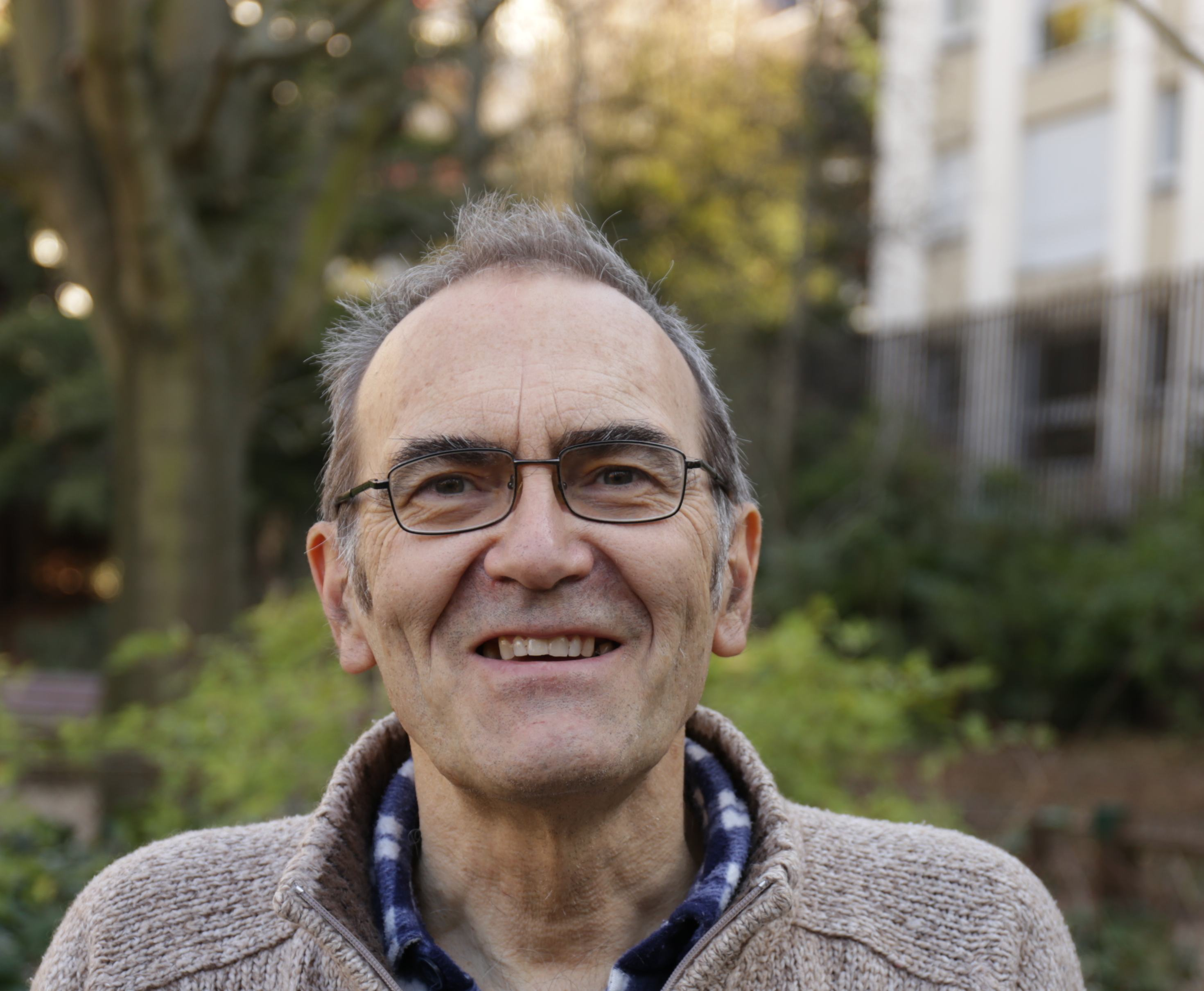
Pierre Dieumegard, tête de liste.
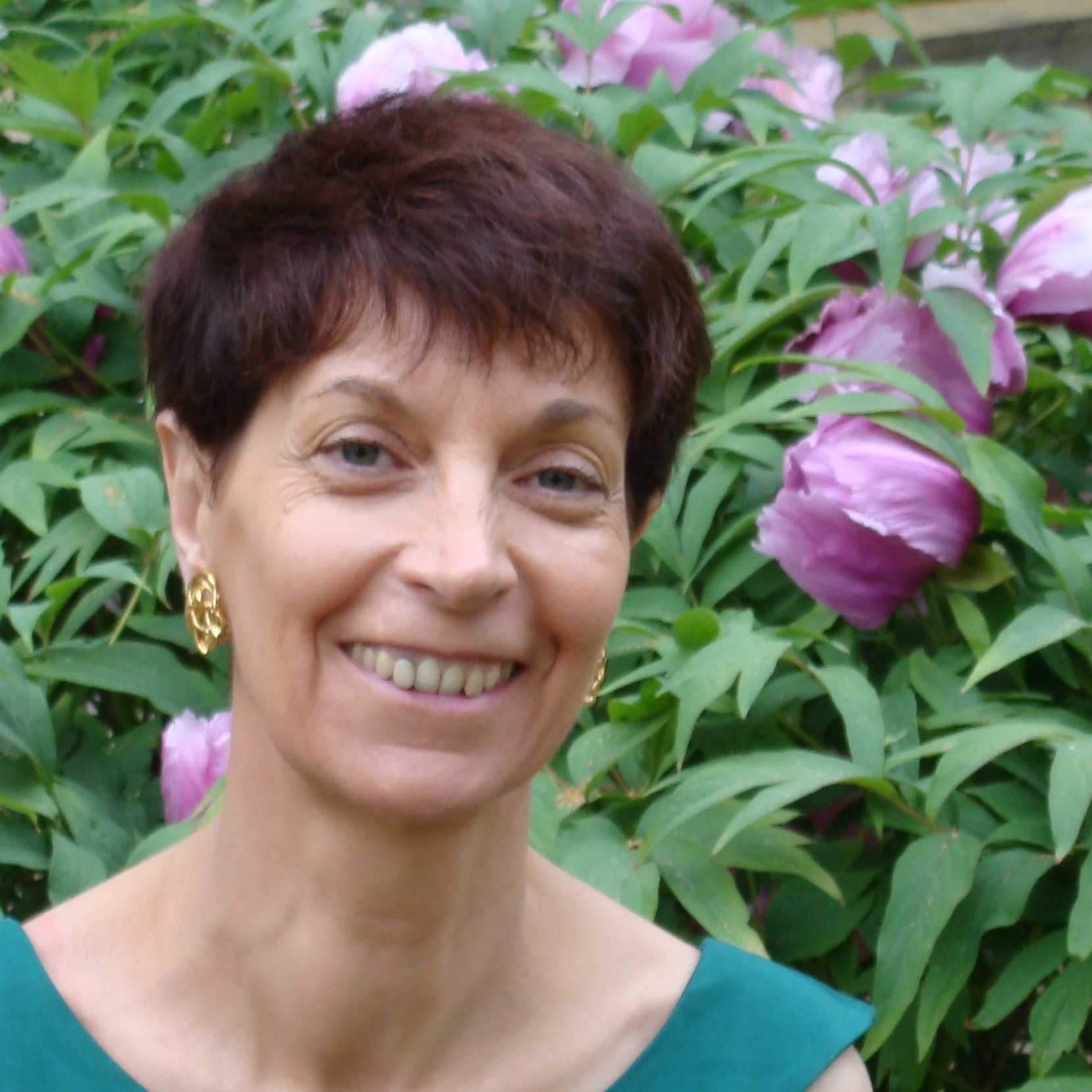
Laure Patas d’Illiers (eo), no 2 sur la liste.

### Évolution citoyenne
Le 3 mars 2019, le forgeron Christophe Chalençon présente un projet de liste nommée « Évolution citoyenne », issu du mouvement des Gilets jaunes.

### Alliance jaune, la révolte par le vote
Une liste de Gilets jaunes est annoncée le 23 janvier 2019, avec à sa tête Ingrid Levavasseur, l'une des figures du mouvement. Dans un communiqué, le « Ralliement d'initiative citoyenne » (RIC) diffuse une liste de dix noms, en vue de constituer une liste complète de 79 candidats d'ici « mi-février ».
Attaqué sur son passé de militant pour La République en marche, Marc Doyer se retire de la liste le 28 janvier 2019. Le 31 janvier, c'est au tour de Brigitte Lapeyronie, figurant en cinquième place, de se retirer de la liste, cette candidature étant incompatible avec ses activités syndicales.
Le 13 février 2019, Ingrid Levavasseur annonce quitter la tête de liste du RIC et renonce finalement, le 11 mars, à présenter une liste aux élections européennes. Jérémy Clément annonce prendre provisoirement la tête de la liste en attendant éventuellement une autre nomination.
Le 30 avril 2019, le chanteur Francis Lalanne annonce prendre la tête d'une liste nommée « Alliance jaune », rassemblant quelques projets initiaux de listes, dont celle du RIC désormais représentée par Jérémy Clément,. Jérémy Clément sera ainsi numéro 3 de la liste, derrière Sophia Albert-Salmeron, avocate à Avignon ayant défendu plusieurs Gilets jaunes.
Une deuxième liste de Gilets jaunes, nommée « Union jaune » et se revendiquant « apolitique et asyndicale », est annoncée le 29 janvier 2019 par Patrick Cribouw. Ce dernier indique alors qu'il ne souhaite pas rejoindre la première liste de Gilets jaunes lancée par Ingrid Levavasseur. Il annonce finalement, le 3 mai 2019, se joindre à la liste « Alliance jaune » conduite par Francis Lalanne.
La liste dispose du soutien financier « à titre personnel, en tant que citoyen » de Jean-Marc Governatori, président de l'Alliance écologiste indépendante, parti allié avec Europe Écologie Les Verts pour ces élections.

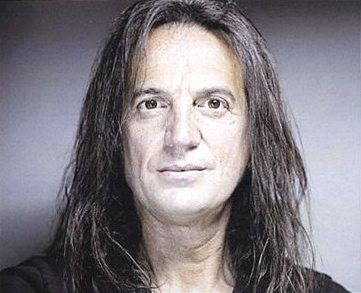
Francis Lalanne, tête de liste.

### Union de la droite et du centre (Les Républicains et Les Centristes)
Le 25 janvier 2018, le président des Républicains Laurent Wauquiez confirme qu'il ne mènera pas la liste du parti pour ces élections européennes. Il avait déjà fait cette annonce avant son élection à la présidence du parti, expliquant ne pas vouloir démissionner de son poste de président du conseil régional d'Auvergne-Rhône-Alpes. Virginie Calmels et Damien Abad figurent parmi les meneurs potentiels de la liste LR. Geoffroy Didier, député européen du parti, considère que le défi de Laurent Wauquiez est de présenter un projet « alternatif » à la « dilution de la souveraineté » promue par Emmanuel Macron. Nicolas Sarkozy et d'autres personnalités LR auraient encouragé Laurent Wauquiez à prendre la tête de la liste. En avril 2018, Rachida Dati dit avoir refusé d’être tête de liste, proposition que lui avait faite Laurent Wauquiez, préférant se concentrer sur la campagne des élections municipales de 2020 à Paris.
En juin 2018, Virginie Calmels, encore « numéro 2 » du parti, exclut de figurer sur la liste Les Républicains aux européennes. À la suite de son éviction de son poste de vice-présidente, son successeur Jean Leonetti est à son tour cité comme tête de liste possible. Pierre de Villiers et Luc Ferry auraient quant à eux refusé de conduire la liste, tandis que la candidature « improbable » de Brice Hortefeux est évoquée et que Nadine Morano se déclare volontaire : « la tête de liste nationale n'est pas un défi qui me ferait peur ».
En août 2018, Michel Barnier est présenté par Le Monde comme une tête de liste possible pour Les Républicains, qui pourraient également le soutenir s'il candidatait pour être le Spitzenkandidat du Parti populaire européen, en vue de la nomination du président de la Commission européenne après le scrutin. Barnier annonce sur France Inter qu'il n'a nullement l'intention d'être candidat aux européennes, et qu'il se consacre à sa tâche de responsable des négociations du Brexit. Jamais il ne cite les Républicains ou la République en marche. Finalement, le 6 novembre 2018, Les Républicains annoncent leur soutien à Manfred Weber comme candidat à la présidence de la Commission européenne.
Le 27 novembre 2018, Daniel Fasquelle, trésorier des Républicains, remet à Laurent Wauquiez ses propositions dans le cadre du programme qui sera soutenu par le parti.
Laurent Wauquiez a confié la tête de liste à François-Xavier Bellamy, philosophe engagé au sein des Veilleurs (organisation proche de La Manif pour tous). Pour Marion Maréchal, sa désignation est un signe d'« un discours de plus en plus proche du Front national » qui rend possible une alliance.
Le 29 janvier 2019, la première commission d'investiture, réunie sous la présidence d'Éric Ciotti, entérine le choix du trio François-Xavier Bellamy, Agnès Evren et Arnaud Danjean pour porter la liste, face à la candidature de Philippe Juvin, à 38 voix contre 2.
Le comité exécutif du parti Les Centristes valide, le 12 mars 2019, l'alliance avec Les Républicains et dévoile le nom de leurs deux candidates, à savoir Nathalie Colin-Oesterlé et Anne Brissaud.

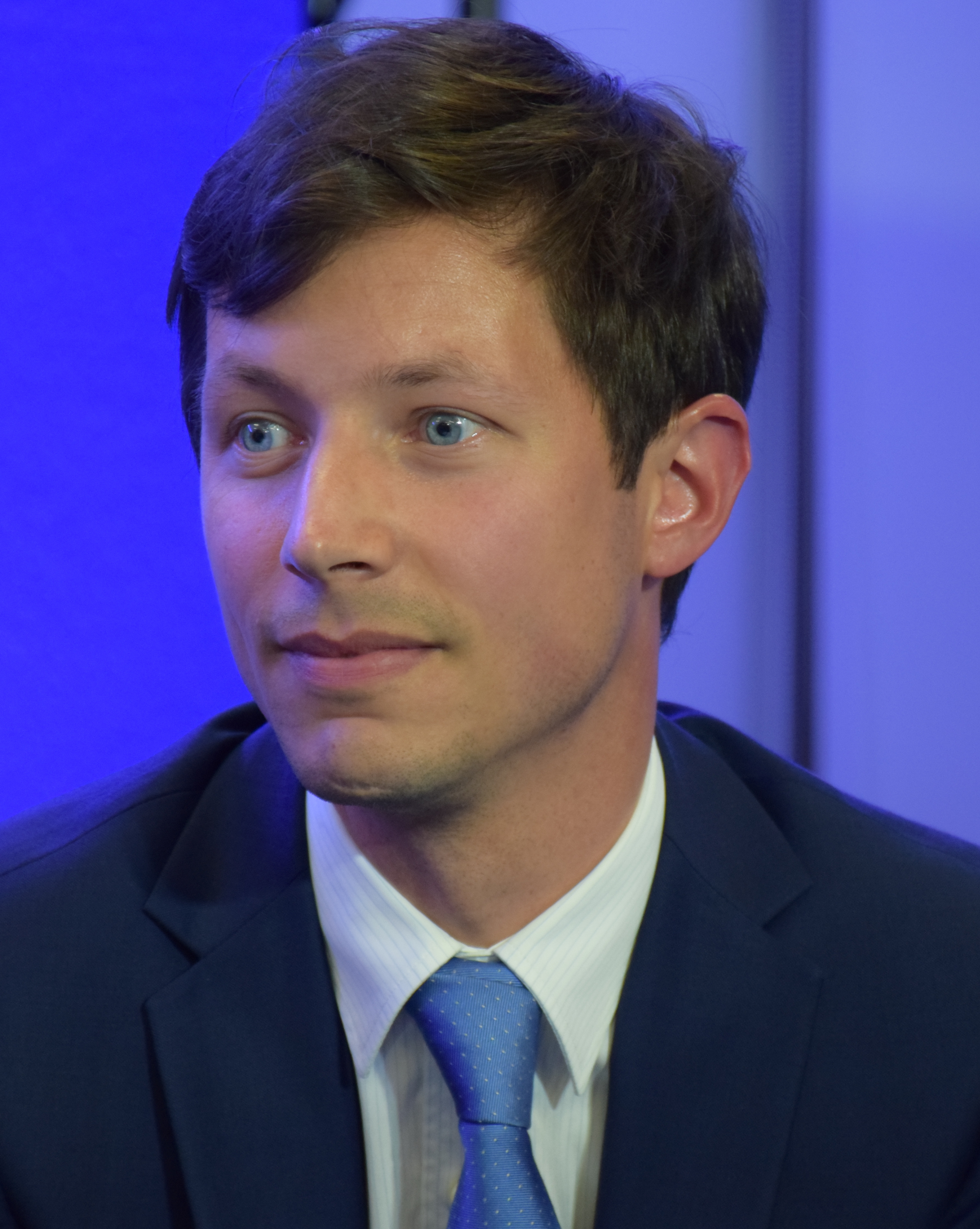
François-Xavier Bellamy, tête de liste.
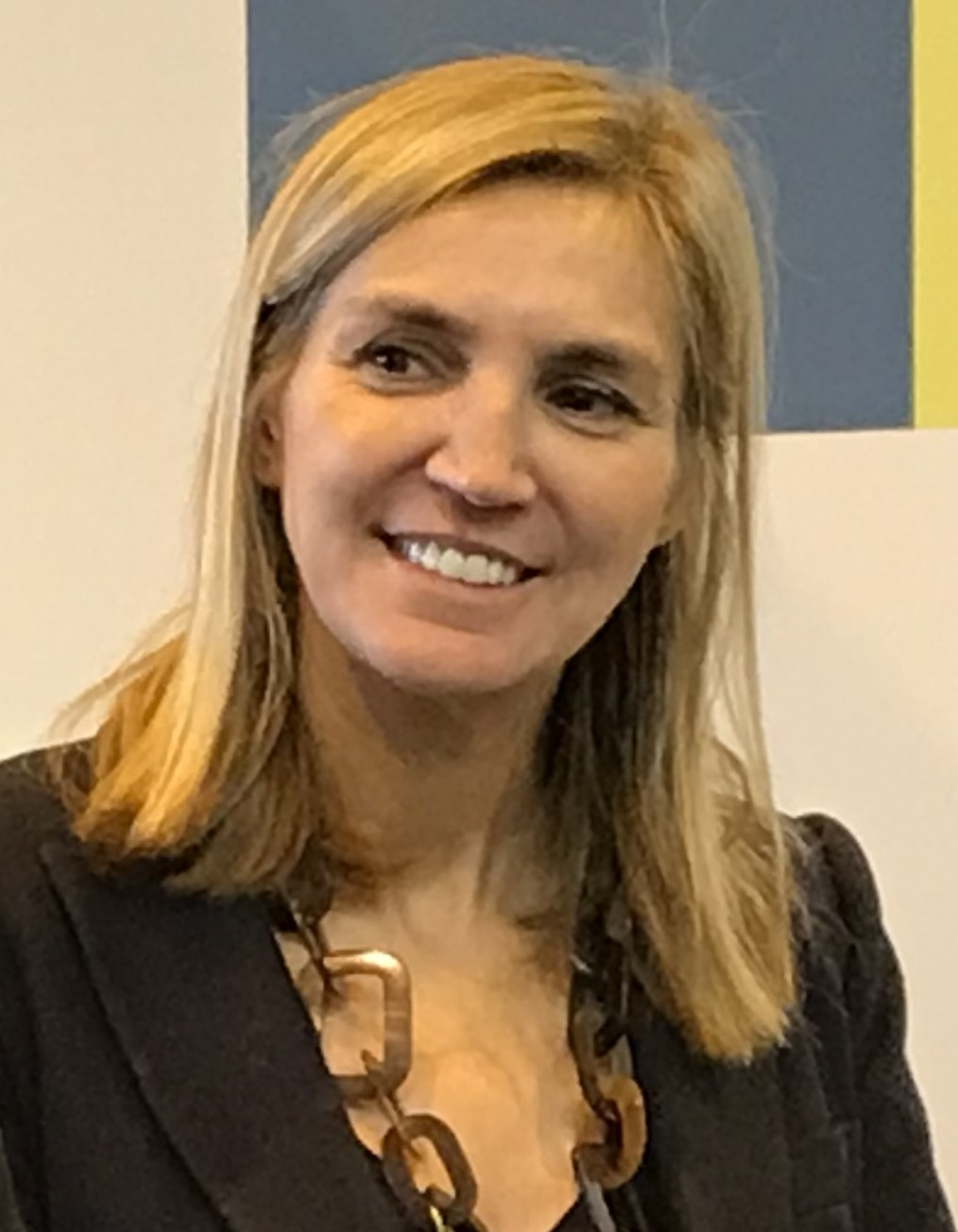
Agnès Evren, no 2 sur la liste.

### Europe Écologie (Europe Écologie Les Verts, Régions et peuples solidaires et Alliance écologiste indépendante)
Europe Écologie Les Verts (EÉLV) présente une liste aux élections européennes de 2019, dans le cadre du Parti vert européen.
À la suite du retrait de la candidature de Yannick Jadot à la présidentielle en faveur de Benoît Hamon, la possibilité d'une alliance avec Génération·s pour les élections européennes avait été un temps envisagée, des membres d'Europe Écologie Les Verts ayant même rejoint ce mouvement. Cependant, plusieurs membres du parti, dont Yannick Jadot et Karima Delli, défendent une liste écologiste autonome, tout comme David Cormand, qui confirme, le 29 juin 2018, qu'il n'y aura pas de liste commune avec Génération·s. Le parti écarte aussi la possibilité d'une alliance avec La France insoumise.
En juillet 2018, EÉLV investit 16 premiers candidats, à la suite d'un vote des adhérents. Yannick Jadot est désigné à cette occasion pour conduire la liste. Figurent ensuite, dans l'ordre : Michèle Rivasi, David Cormand, Marie Toussaint, membre du bureau exécutif, Mounir Satouri, conseiller régional d'Île-de-France, et Karima Delli (sortante). Le parti adopte également une ligne politique « de rassemblement, pour refonder une Europe écologiste, solidaire et fédérale ».
Fin septembre 2018, il est annoncé que Damien Carême, maire de Grande-Synthe engagé en faveur de l'accueil des migrants sur le territoire français, figure sur la liste en troisième position.
Fin février 2019, l'Alliance écologiste indépendante publie un communiqué faisant état de son alliance avec EÉLV. La liste définitive comporte alors deux membres de l'AEI, Caroline Roose et Salima Yenbou, parmi les dix premiers noms. Un accord est aussi conclu avec Régions et peuples solidaires qui prévoit la présence de plusieurs membres sur la liste écologiste, dont François Alfonsi en position éligible.
En mars 2019, une liste de 79 noms est soumise aux membres d'Europe Écologie Les Verts et validée par ceux-ci par un vote électronique.
Le 24 avril 2019, la liste définitive, comprenant des personnalités d'ouverture non-citées lors du vote (notamment le botaniste, paysagiste et écrivain Gilles Clément), est dévoilée. Par ailleurs, José Bové, qui figurait en dernière position, n'est plus candidat et est remplacé par Julien Durand, également agriculteur et historique de la lutte contre le projet d'aéroport du Grand Ouest.
Le président de l’exécutif corse, Gilles Simeoni, annonce son soutien à la liste. Par ailleurs, bien qu'il ne figure pas sur la liste, José Bové participe à la campagne du régionaliste François Alfonsi.

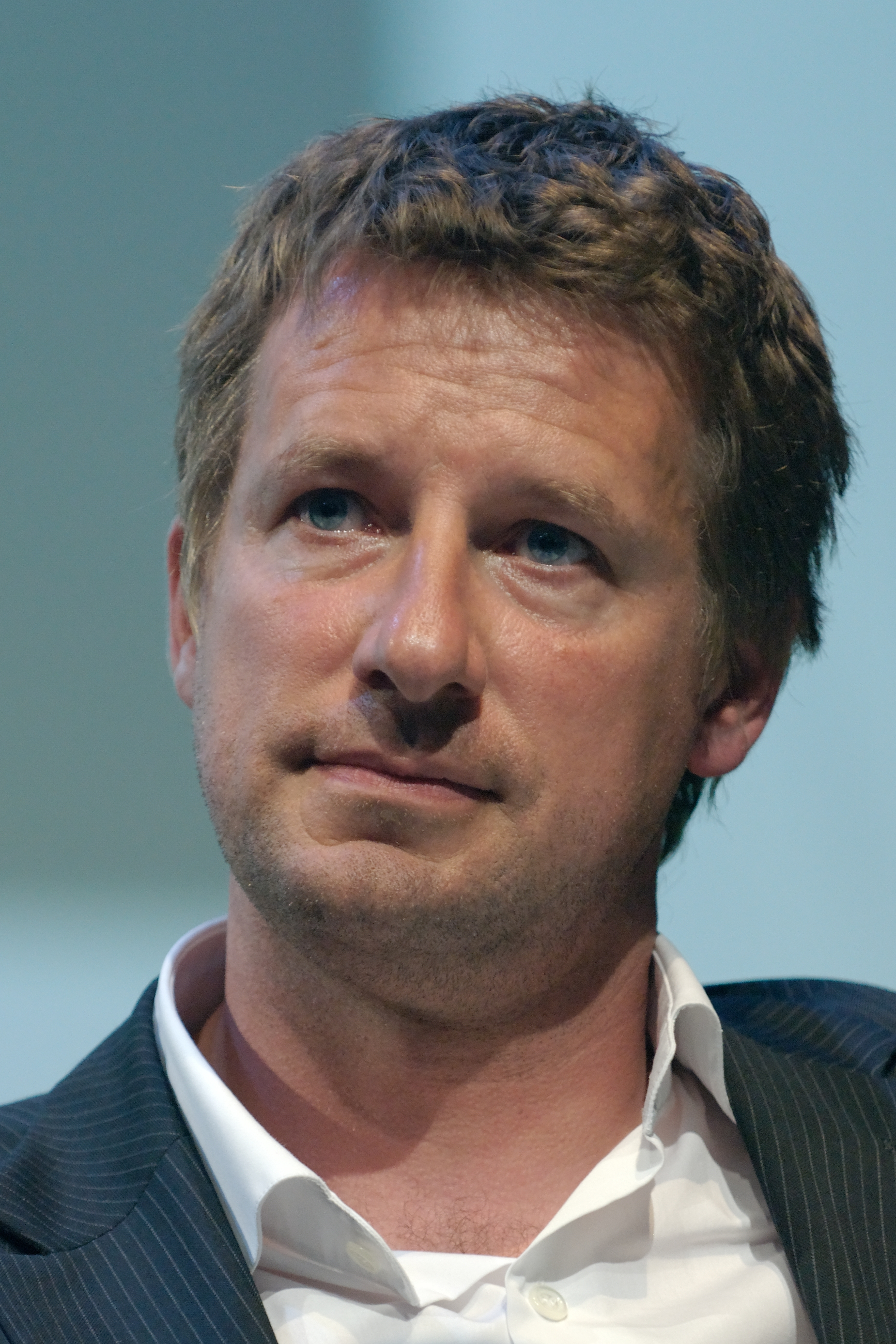
Yannick Jadot, tête de liste.
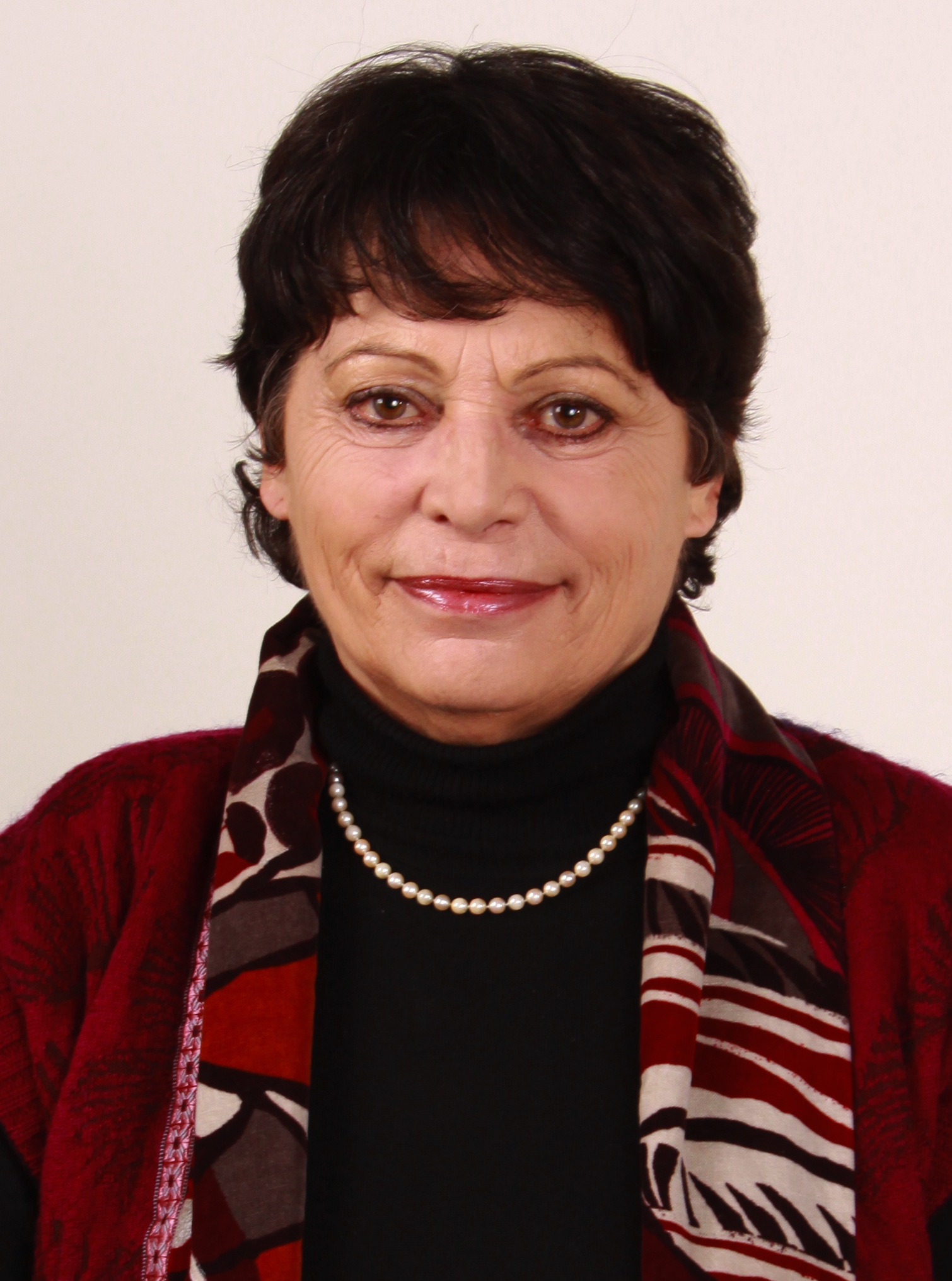
Michèle Rivasi, no 2 sur la liste.

### Parti animaliste
Le Parti animaliste présente une liste aux élections européennes de 2019, avec à sa tête l’avocate bordelaise Hélène Thouy. L'humoriste Laurent Baffie déclare faire partie de la liste, mais n'y figure finalement pas.

### Les oubliés de l'Europe – artisans, commerçants, professions libérales et indépendants – ACPLI
Un collectif rassemblant des artisans, des commerçants, des professions libérales et des indépendants présente une liste nommée « Les oubliés de l'Europe », conduite par Olivier Bidou, chef d'entreprise et président de la Coordination nationale des indépendants.

### Union démocratique pour la liberté, égalité, fraternité (UDLEF)
L'Union démocratique pour la liberté, égalité, fraternité, un parti libéral de droite, est fondé en 2016. Sa tête de liste, Christian Person, est un chef d'entreprise breton.

### Une Europe au service des peuples (Union des démocrates musulmans français)
Une liste nommée « Une Europe au service des peuples » est validée le 9 mai par le ministère de l'Intérieur, après avis du Conseil d'État, un délai lui ayant été accordé pour trouver des candidats en remplacement de ceux qui n'avaient pas fait part de leur consentement. Cette liste est présentée par l'Union des démocrates musulmans français, et est menée par Nagib Azergui.

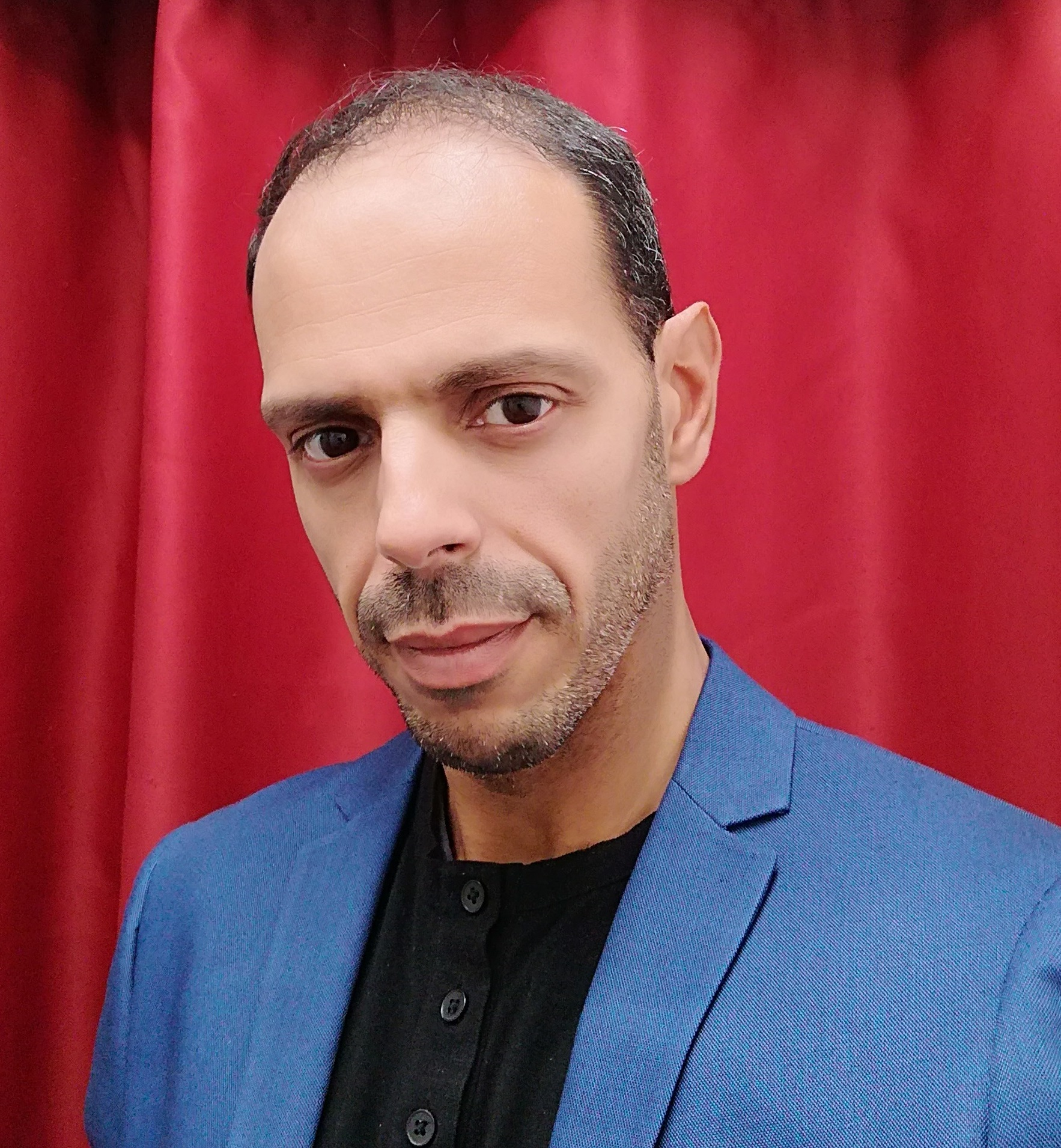
Nagib Azergui, tête de liste.

## Partis ayant renoncé
D’autres partis ou mouvements ont un temps annoncé leur participation aux élections européennes, avant de renoncer pour des raisons diverses.

### Cannabis sans frontières
Une liste intitulée « Legalize 2019 » était en préparation. Sa tête de liste devait être Safia Lebdi, ancienne conseillère régionale (EÉLV) d'Île-de-France. Cette liste, soutenue par le collectif Cannabis sans frontières, défendait principalement la légalisation du cannabis.

### Civitas
Civitas, ancienne association transformée en parti politique lors des élections législatives de 2017, envisageait de présenter une liste.
En avril 2019, Civitas renonce à présenter une liste aux élections européennes, faute de moyens financiers.

### Comités Jeanne
Jean-Marie Le Pen, député européen et président des Comités Jeanne (qui a rejoint au niveau européen l'Alliance pour la paix et la liberté), laisse entendre en juillet 2018 qu'il n'exclut pas d'être candidat à sa succession aux élections européennes,. À 90 ans, il appelle également à l'émergence d'une nouvelle génération de candidats. Il émet la possibilité de « refaire un rassemblement commun » avec le RN comme « une démonstration publique et dynamique pour les élections futures ».
En octobre 2018, il demande à figurer sur la liste du RN et propose le nom de Bruno Gollnisch en tête de liste, ce que Marine Le Pen refuse publiquement quelques jours plus tard. Non candidat, Jean-Marie Le Pen apporte finalement son soutien à la liste du Rassemblement national.

### Les Radicaux de gauche
Issue du Parti radical de gauche, la députée européenne Virginie Rozière, coprésidente du mouvement Les Radicaux de gauche (LRDG), s'est prononcée le 4 juin 2018 en faveur d'une liste pro-européenne d'union de la gauche alliant le Parti socialiste, Europe Écologie Les Verts, Génération.s, le Parti communiste français et Les Radicaux de gauche.
Ils annoncent en avril 2019 rejoindre la liste du Parti socialiste et de Place publique, avec 6 candidats sur la liste : Virginie Rozière en 10e position, Géraldine Guilpain, Stéphane Saint-André, Isabelle Amaglio-Térisse, Jean-Marc Dessaud et Jeanne Sotter. Mais le 29 avril, Virginie Rozière annonce son retrait de la liste.

### Mouvement V
Les vidéastes Web Tatiana Jarzabek, connue sous le nom de Tatiana Ventôse (animatrice d'une chaîne YouTube du même nom, ainsi que du Fil d'Actu), et Grégory Tabibian, connu sous le Greg Tabibian (de la chaîne J'suis pas content), annoncent le 31 janvier 2019 dans un live YouTube leur intention de se présenter aux élections européennes et lancent le Mouvement V. Apartisan, ce mouvement fonde son projet sur le rejet de la classe politique actuelle et le dépassement des clivages traditionnels, pour une « reconstruction du pays ».
En mai 2019, ils annoncent renoncer à présenter une liste aux élections européennes, faute d'avoir pu ouvrir dans les temps un compte en banque afin de collecter les dons nécessaires pour mener campagne.

### Nouveau Parti anticapitaliste
Le Nouveau Parti anticapitaliste (NPA) entame des discussions avec Lutte ouvrière (LO) en juillet 2018 sur l'opportunité de constituer une liste commune ; ces négociations échouent en novembre 2018,. En mars 2019, le NPA renonce à présenter une liste aux élections européennes, faute de moyens financiers.
Malgré leurs divergences, le parti appelle à voter pour la liste de Lutte ouvrière, conduite par Nathalie Arthaud.

### Parti égalité et justice
Le Parti égalité et justice annonce en mars 2019 son souhait de présenter une liste aux élections européennes, avant de renoncer début mai. Huseyin Karaoglan devait être la tête de liste.

### Rassemblement des contribuables français
Le Rassemblement des contribuables français (RCF) devait présenter une liste avec pour slogan « Arrêtez d'emmerder les Français », conduite par son président Nicolas Miguet.

### Rassemblement des écologistes pour le vivant
Dans une tribune publiée dans Le Monde le 8 février 2018, le journaliste et écrivain Aymeric Caron, aux côtés de Malena Azzam, militante antispéciste, de Benjamin Joyeux, juriste en droit de l'environnement et de Jean-Marc Lahaye, entrepreneur, annonce la création du Rassemblement des écologistes pour le vivant (REV). Ce parti écologiste et antispéciste souhaite défendre les droits des humains, des animaux et des éco-systèmes. Il a pour objectif d'être présent lors des élections européennes,.
Après avoir tenté sans succès un rapprochement avec le Parti animaliste, le REV annonce en avril 2019 ne pas pouvoir se présenter, faute de moyens financiers.

### Rassemblement des Gilets jaunes citoyens
Le 1er février 2019, Thierry-Paul Valette annonce la préparation d'une liste de Gilets jaunes (la troisième tentative dans l'ordre chronologique), nommée « Rassemblement des Gilets jaunes citoyens », pour « porter la voix des sans voix » et « développer une Europe davantage sociale »,. Dix premiers candidats sont nommés à l'issue de cette annonce.
En avril 2019, Thierry-Paul Valette renonce à présenter une liste aux élections européennes, estimant que sa candidature est « désormais obsolète ».

### Résistons
En janvier 2018, Jean Lassalle, député et président de Résistons, indique dans un entretien pour Valeurs actuelles avoir la « volonté de conduire » sa propre liste avec une ligne clairement eurosceptique en déclarant : « si j’avais été anglais, j’aurais voté pour le Brexit ». Dans le même journal, le 3 mai 2018, il précise cette intention : une « Europe des nations et des peuples […] est la seule voie […] permettant de conjuguer l'intérêt supérieur des nations et la nécessaire poursuite de l'idée européenne ». Début mai 2018, Valeurs actuelles publie un sondage Harris Interactive, selon lequel 9 % des sondés pourraient « certainement », et 18 % « probablement », « envisager de voter pour une liste de promotion des territoires conduite par Jean Lassalle ».
Approché par Nicolas Dupont-Aignan, Jean Lassalle refuse de retirer sa liste pour rejoindre l’alliance proposée par Debout la France.
En avril 2019, Résistons renonce à présenter une liste aux élections européennes, faute de moyens financiers.

### Volt France
Volt France, mouvement politique fédéraliste européen, europhile et progressiste, a annoncé le 24 août 2018 sa mutation en parti politique avec l’ambition affichée de présenter une liste française aux élections européennes de 2019, portant à neuf le nombre de pays où Volt Europa devait être présent. Cette liste devait être conduite par Colombe Cahen-Salvador et Louis Drounau, choisis à l'issue d'une primaire interne.
En avril 2019, Volt France renonce à présenter une liste aux élections européennes, faute de moyens financiers.